# Historia de la ciencia en la Edad Media

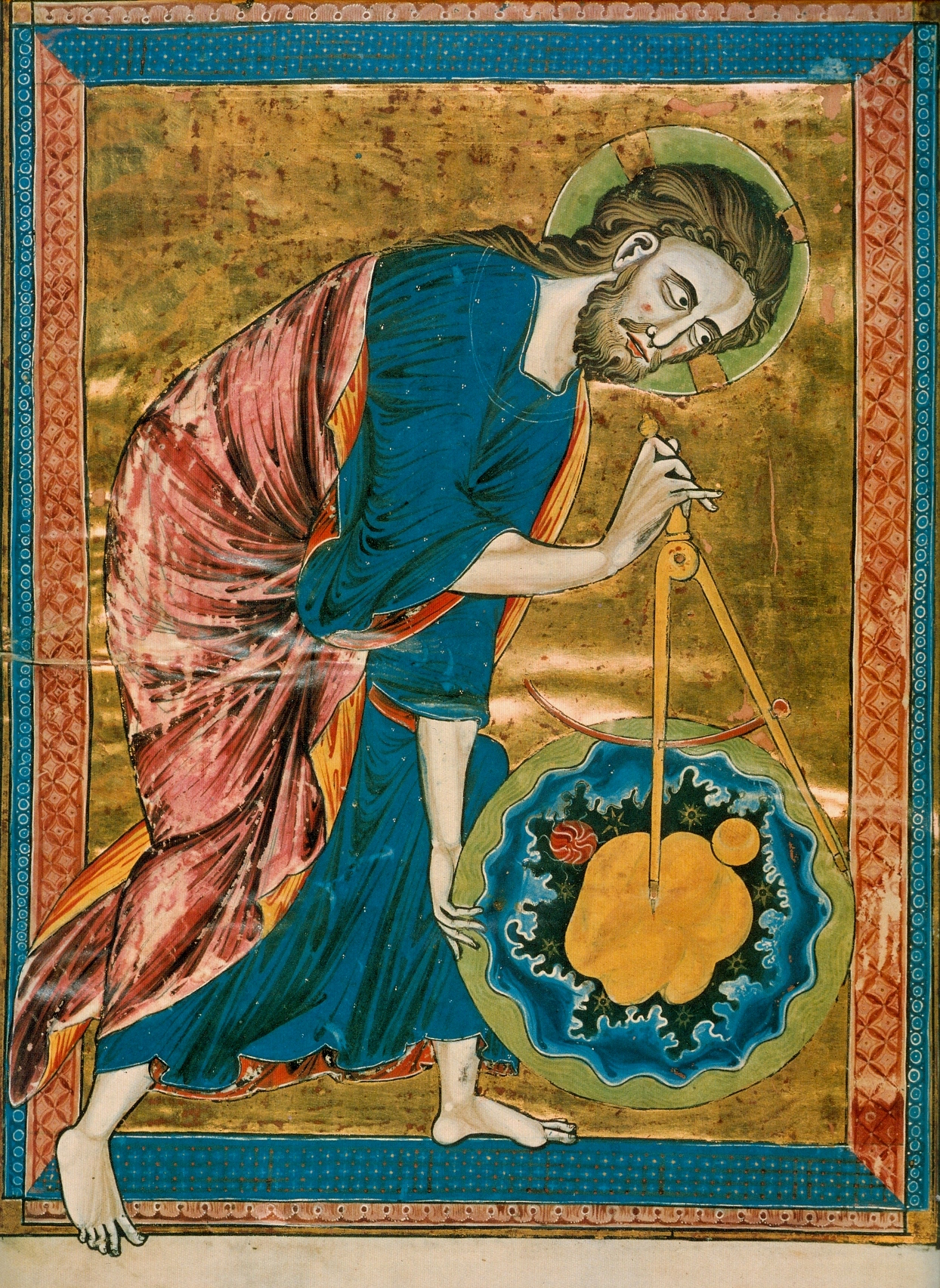
Dios creando el universo a través de principios geométricos. Frontispicio de la Bible Moralisée, 1215.

La historia de la ciencia en la Edad Media abarca los descubrimientos en el campo de la filosofía natural que ocurrieron en el periodo de la Edad Media el periodo intermedio, en una división esquemática de la Historia de Europa.
Europa Occidental entró en la Edad Media con grandes dificultades que minaron la producción intelectual del continente tras la caída del Imperio Romano. Los tiempos eran confusos y se había perdido el acceso a los tratados científicos de la antigüedad clásica (en griego), manteniéndose sólo las compilaciones resumidas y hasta desvirtuadas, por las sucesivas traducciones que los romanos habían hecho al latín. Sin embargo, con el inicio de la llamada Revolución del siglo XII, se reavivó el interés por la investigación de la naturaleza. La ciencia que se desarrolló en ese periodo dorado de la filosofía escolástica daba énfasis a la lógica y abogaba por el empirismo, entendiendo la naturaleza como un sistema coherente de leyes que podrían ser explicadas por la razón.
Fue con esa visión con la que sabios medievales se lanzaron en busca de explicaciones para los fenómenos del universo y consiguieron importantes avances en áreas como la metodología científica y la física. Esos avances fueron repentinamente interrumpidos por la Peste negra y son virtualmente desconocidos por el público contemporáneo, en parte porque la mayoría de las teorías avanzadas del periodo medieval están hoy obsoletas, y en parte por el estereotipo de que la Edad Media fue una supuesta "Edad de las Tinieblas".
Mientras que en el Extremo Oriente se siguió desarrollando la civilización china con su propio ritmo cíclico, en Occidente la civilización clásica greco-romana fue sustituida por la cultura cristiana (latina y bizantina) y la civilización islámica, ambas fuertemente teocéntricas. Los cinco siglos de la denominada "época oscura" de la Alta Edad Media significaron un atraso cultural en la cristiandad latina, tanto en relación con la Antigüedad clásica como en relación con la simultánea Edad de Oro del islam, que no actuó únicamente como un contacto de innovaciones orientales (chinas, hindúes y persas, como el papel, el molino de viento o la numeración hindú-arábiga) hacia Occidente, sino añadiendo aportes propios y originales. No obstante, el desarrollo productivo del modo de producción feudal demostró ser más dinámico que el esclavista en cuanto a permitir desarrollos tecnológicos modestos, pero de notables repercusiones (la collera, el estribo, la vertedera). Aparentemente, el mundo intelectual, enclaustrado en los scriptoria de los monasterios y dedicado a la conservación y glosa de los textos sagrados, la patrística y la parte del saber antiguo que pudiera conciliarse con el cristianismo (Boecio, Casiodoro, Isidoro, Beda, Beato, Alcuino), estaba completamente desconectado de ese proceso, pero en su torno se fue gestando alguna variación en la concepción ideológica del trabajo que, con contradicciones y altibajos, inspiró la justificación de los intereses de la naciente burguesía y el desarrollo del capitalismo comercial a partir de la Baja Edad Media. Mientras tanto, las instituciones educativas se fueron sofisticando progresivamente (escuelas palatinas, escuelas monásticas, escuelas episcopales, studia generalia, universidades medievales) y en ellas, a pesar del efecto anquilosador que se supone al método escolástico, surgieron notables individualidades (Gilberto de Aurillac, Pedro Abelardo, Graciano, Raimundo de Peñafort, Tomás de Aquino, Roberto Grosseteste, Roger Bacon -Doctor Mirabilis-, Duns Scoto -Doctor Subtilis-, Raimundo Lulio, Marsilio de Padua, Guillermo de Ockham, Bártolo de Sassoferrato, Jean Buridan, Nicolás de Oresme) y algunos conceptos innovadores en terrenos como el de la química, en forma de alquimia (destilación del alcohol), el de la lógica (Petrus Hispanus), el de las matemáticas (calculatores de Merton College) o el de la física (teoría del impetus).
Ya al final de la Edad Media, fue decisiva la adopción de innovaciones de origen oriental (brújula, pólvora, imprenta) que, si en la "sinocéntrica" civilización china no pudieron tener un papel transformador, sí lo tuvieron en la expansiva civilización europea.

## Historia de la ciencia en el Occidente Europeo

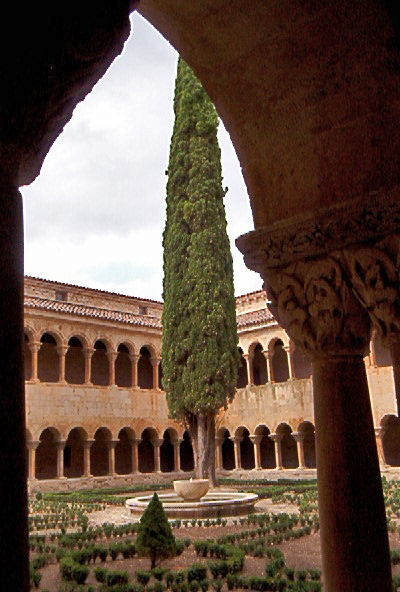
Al inicio del período medieval, la vida cultural se concentró en los monasterios.

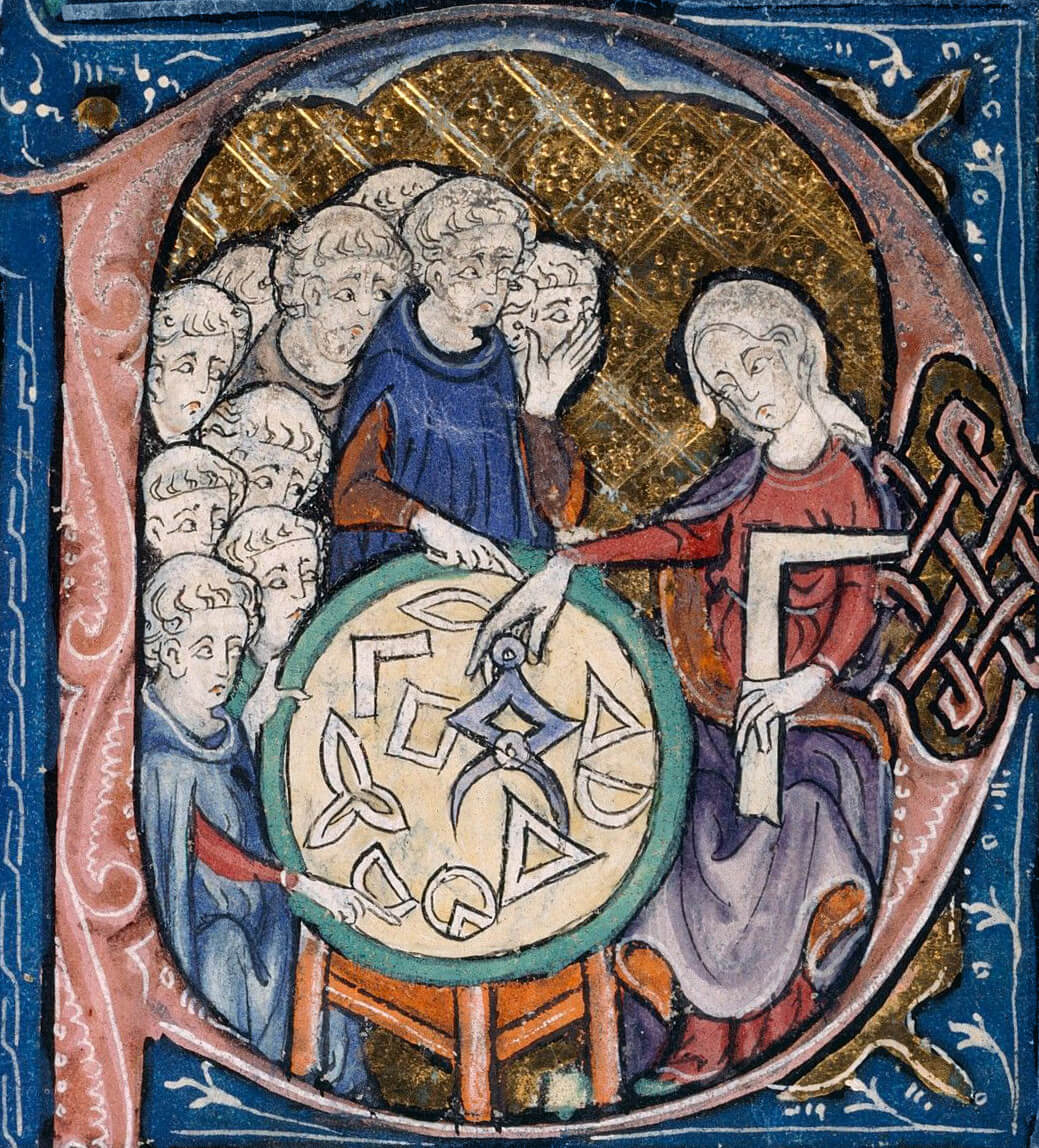
Mujer enseñando geometría. Ilustración del libro Los elementos, en la traducción atribuida a Adelardo de Bath, 1309-1316.

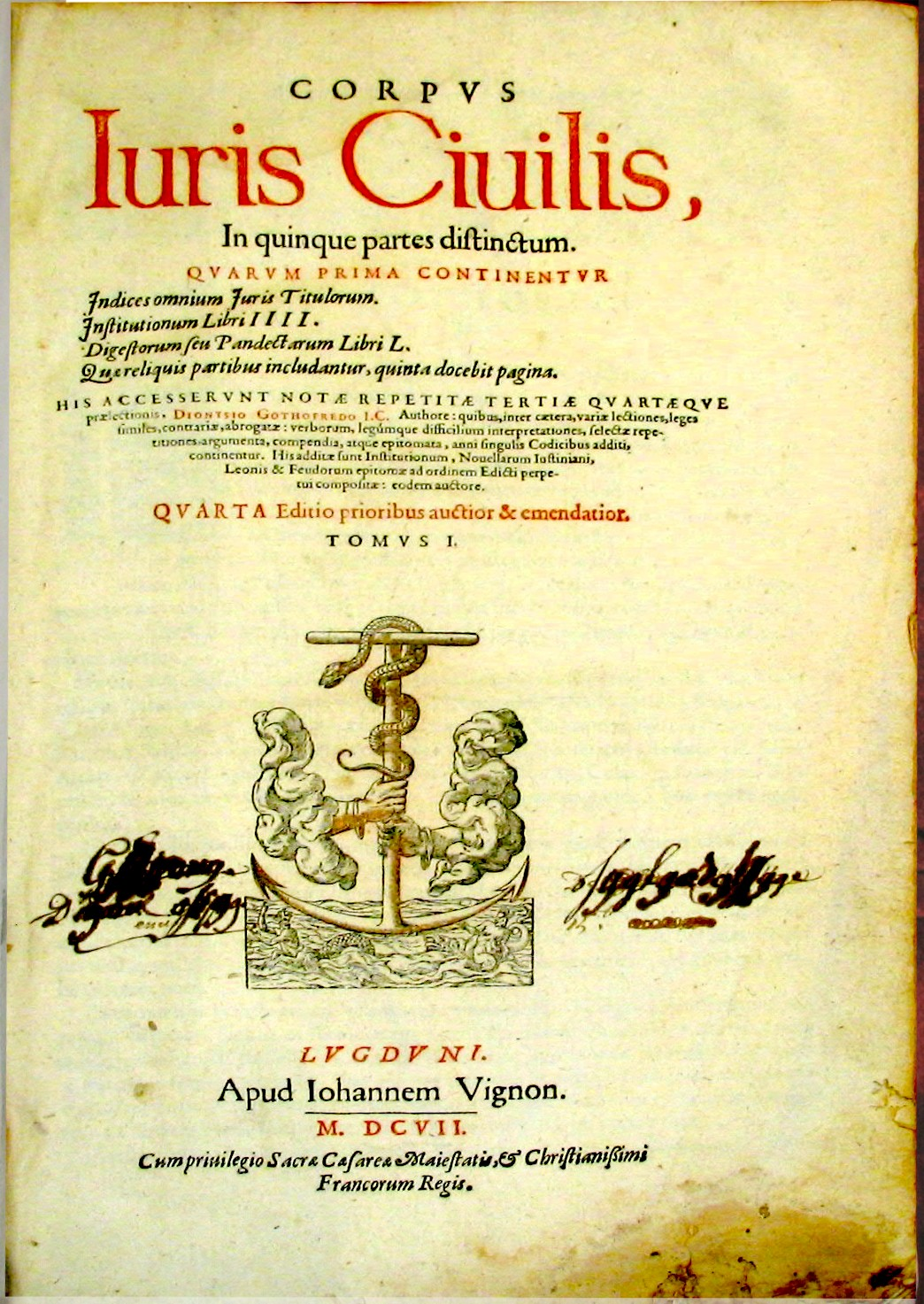
Edición moderna del Corpus Iuris Civilis, recopilación del derecho romano realizada en Constantinopla entre 529 y 534 por Triboniano, bajo mandato del emperador Justiniano I. En Occidente, la recepción del derecho romano, que no se produjo hasta la Baja Edad Media (escuela de Bolonia o "de los glosadores") contribuyó a dar argumentos a los juristas "romanistas" frente a los "canonistas" en su justificación de la primacía del poder civil sobre el eclesiástico. Con ello se contribuyó a la formación de las monarquías autoritarias (véase también poderes universales).

Se suele decir que los romanos eran un pueblo de orientación práctica. A pesar de estar maravillados con los descubrimientos del pasado griego, no llegaron a formar nuevas instituciones que buscasen específicamente entender el universo o el mundo natural. Los verdaderos centros de producción de conocimiento del Imperio romano se localizaban en los territorios orientales, de cultura griega. Habían sido fundados antes del dominio romano y ya no mantenían la misma fuerza creativa de periodos anteriores. Los romanos adoptaron la alquimia y la metafísica griegas, al igual que adoptaron gran parte de su conocimiento y filosofía. Al final del Imperio romano la filosofía alquímica se había unido a las filosofías de los egipcios creando el culto del hermetismo.
La clase rica del Imperio era bilingüe, no se sentía la necesidad de traducir los tratados científico-filosóficos producidos por la civilización griega. Sin embargo, era común encontrar compilaciones resumidas de las principales corrientes del pensamiento griego en latín. Estos resúmenes eran leídos y discutidos en los espacios públicos de la agitada vida social romana.
Durante el proceso de desestructuración del Imperio romano de Occidente, el Occidente europeo fue perdiendo contacto con Oriente y el griego acabó por ser olvidado. De ese modo, Europa Occidental perdió el acceso a los tratados originales de los filósofos clásicos, quedándose sólo con las versiones truncadas de ese conocimiento que habían sido traducidas anteriormente. Es como si hoy en día perdiéramos casi todos los trabajos científicos y sólo nos quedásemos con textos de revistas destinadas al consumo popular.

### Edad Media Antigua
El Imperio romano de Occidente, si bien estaba unido por el latín, aún englobaba un gran número de culturas diferentes que habían sido asimiladas de una manera incompleta por la cultura romana. Debilitado por las migraciones e invasiones de tribus bárbaras, por la desintegración política de Roma en el siglo V y aislado del resto del mundo por la expansión del Islam en el siglo VII, el Occidente Europeo llegó a ser poco más que una colcha de retales de poblaciones rurales y pueblos seminómadas. La inestabilidad política y el declive de la vida urbana golpearon duramente la vida cultural del continente. La Iglesia católica, como única institución que no se desintegró en ese proceso, mantuvo lo que quedó de fuerza intelectual, especialmente a través de la vida monástica.
El hombre instruido de esos primeros siglos era casi siempre un clérigo para quien el estudio de los conocimientos naturales era una pequeña parte de la erudición. Estos estudiosos vivían en una atmósfera que daba prioridad a la fe y tenían la mente más dirigida a la salvación de las almas que al cuestionamiento de detalles de la naturaleza. Además de eso, la vida casi siempre insegura y económicamente difícil de esa primera parte del periodo medieval mantenía al hombre volcado en las dificultades del día a día. De ese modo, las actividades científicas fueron prácticamente reducidas a las citas y comentarios de obras que hacían referencia a la antigüedad clásica; esos comentarios estaban a veces llenos de errores, ya que los textos usados como referencia y las obras que quedaron en latín, tenían informaciones truncadas y hasta tergiversadas.
A finales del siglo VIII, hubo una primera tentativa de resurgimiento de la cultura occidental. Carlomagno había conseguido reunir gran parte de Europa bajo su dominio. Para unificar y fortalecer su imperio, decidió ejecutar una reforma en la educación. El monje inglés Alcuino elaboró un proyecto de desarrollo escolar que buscó revivir el saber clásico estableciendo los programas de estudio a partir de las siete artes liberales: el trivium, o enseñanza literaria (gramática, retórica y dialéctica) y el quadrivium, o enseñanza científica (aritmética, geometría, astronomía y música). A partir del año 787, se promulgaron decretos que recomendaban, en todo el imperio, la restauración de las antiguas escuelas y la fundación de otras nuevas. Institucionalmente, esas nuevas escuelas podían ser monacales, bajo la responsabilidad de los monasterios; catedralicias, junto a la sede de los obispados; y palatinas, junto a las cortes.
Esas medidas tendrían sus efectos más significativos sólo algunos siglos más tarde. La enseñanza de la dialéctica (o lógica) fue haciendo renacer el interés por la indagación especulativa; de esa semilla surgiría la filosofía cristiana de la Escolástica. Además de eso, en los siglos XII y XIII, muchas de las escuelas que habían sido estructuradas por Carlomagno, especialmente las escuelas catedralicias, pasaron a ser Universidades.
En el siglo X, Gerberto de Aurillac (papa Silvestre II) introdujo en Francia el sistema decimal y el cero que se utilizaban desde que Al-Juarismi los trajera de la India y los difundiera en Europa a través de Al-Ándalus y la Marca Hispánica. También difundió el astrolabio, de origen bizantino.

### Edad Media Clásica

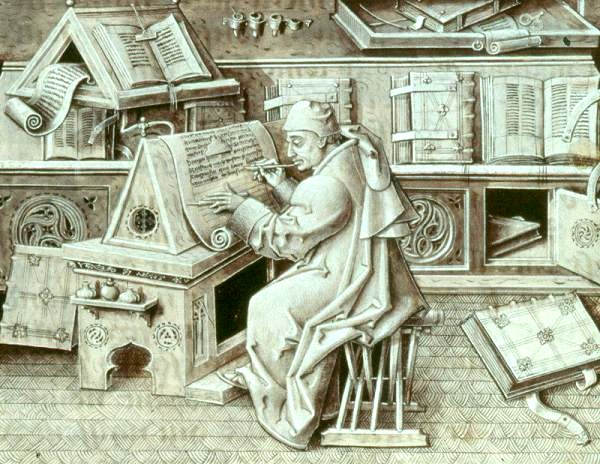
El movimiento de traducción de los textos griegos marca el fortalecimiento de la intelectualidad europea.

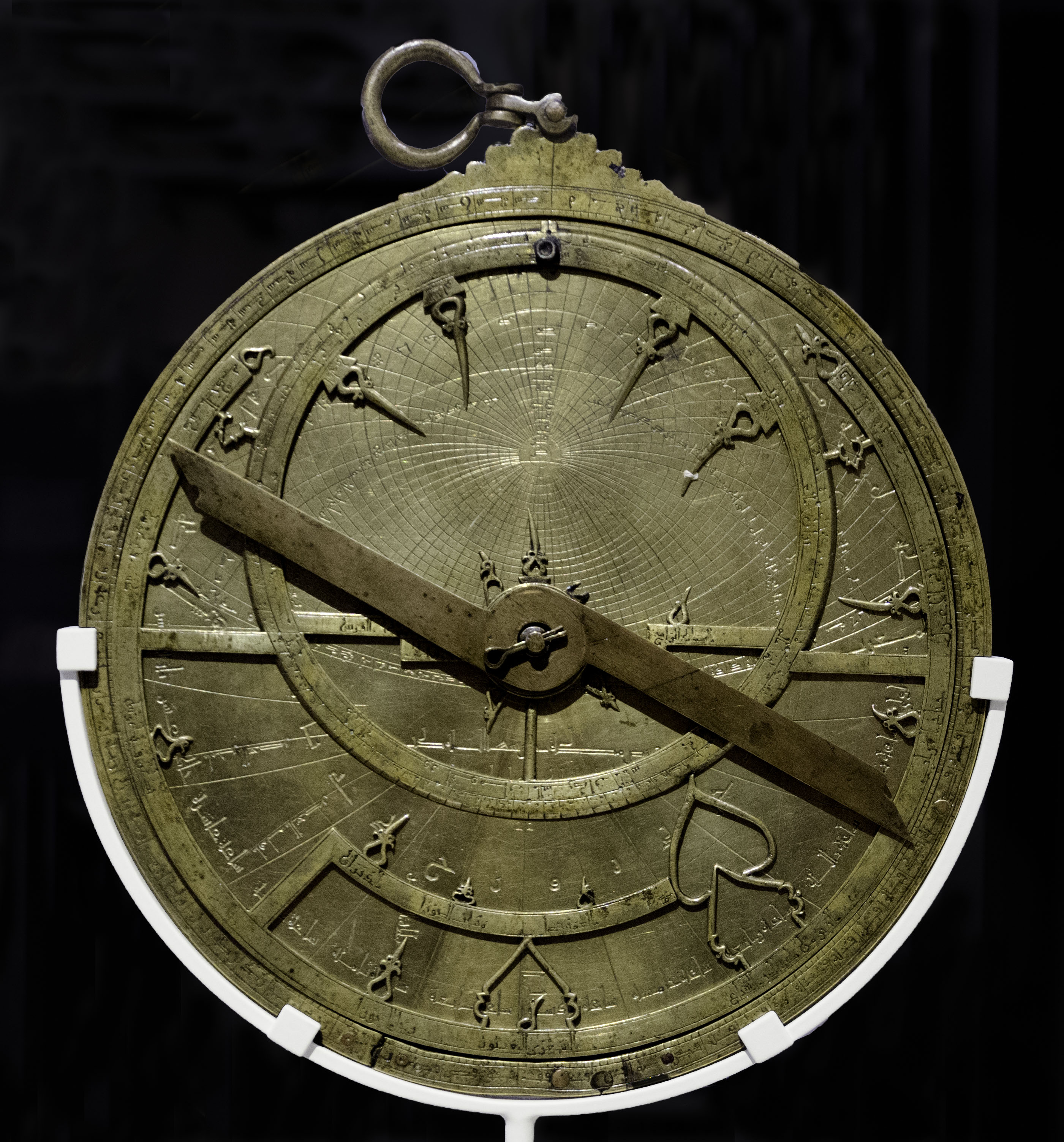
Astrolabio de al-Sahlî, Toledo, 1067. En la España medieval, y particularmente en la ciudad de Toledo, se produjo un importante punto de encuentro entre las tres culturas y religiones cristiana, judía y musulmana. La escuela de traductores de Toledo permitió llegar a la cristiandad latina textos árabes traducidos al latín, algunos de los cuales eran clásicos griegos. Particularmente importante fue la influencia que sobre la escolástica (Tomás de Aquino) tuvo la filosofía del musulmán Averroes (averroísmo) o la del judío Maimónides. Similar papel de intercambio cultural cumplió la cultura normando-árabe-bizantina de Sicilia.

Después de la contención de las últimas oleadas de invasiones extranjeras el siglo X, siguió una época de relativa tranquilidad en relación con las amenazas externas, que también coincidió con un periodo de condiciones climáticas más benignas. Europa Occidental pasa entonces por cambios sociales, políticos y económicos, que van a generar el llamado Renacimiento del siglo XII. Los avances tecnológicos posibilitan el cultivo de nuevas tierras y el aumento de la diversidad de los productos agrícolas, que sostienen una población que pasa a crecer rápidamente. El comercio está en franca expansión, ocurre el desarrollo de rutas entre los diversos pueblos que reducen las distancias, facilitando no sólo el comercio de bienes físicos, sino también el cambio de ideas y corrientes entre los países. Las ciudades también van abandonando su dependencia agraria, creciendo en torno a los castillos y monasterios. En ese ambiente receptivo, comienzan a abrirse nuevas escuelas a lo largo de todo el continente, incluso en ciudades y villas menores.
En el campo intelectual, los cambios son también fruto del contacto con el mundo oriental y árabe a través de las Cruzadas y del movimiento de Reconquista de la península ibérica. Por aquel entonces, el mundo islámico se encontraba bastante avanzado en términos intelectuales y científicos. Los autores árabes habían mantenido durante mucho tiempo un contacto regular con las obras clásicas griegas (Aristóteles, por ejemplo), habiendo hecho un trabajo de traducción que sería muy valioso para los pueblos occidentales, ya que por este medio volvieron a entrar en contacto con sus raíces eruditas "olvidadas". De hecho, ya sea en España (Escuela de traductores de Toledo), ya sea en el sur de Italia, los traductores europeos van a producir un espolio considerable de traducciones que permitieron avances importantes en conocimientos como la astronomía, la matemática, la biología y la medicina, y que serían el caldo de cultivo de la evolución intelectual europea de los siglos posteriores.

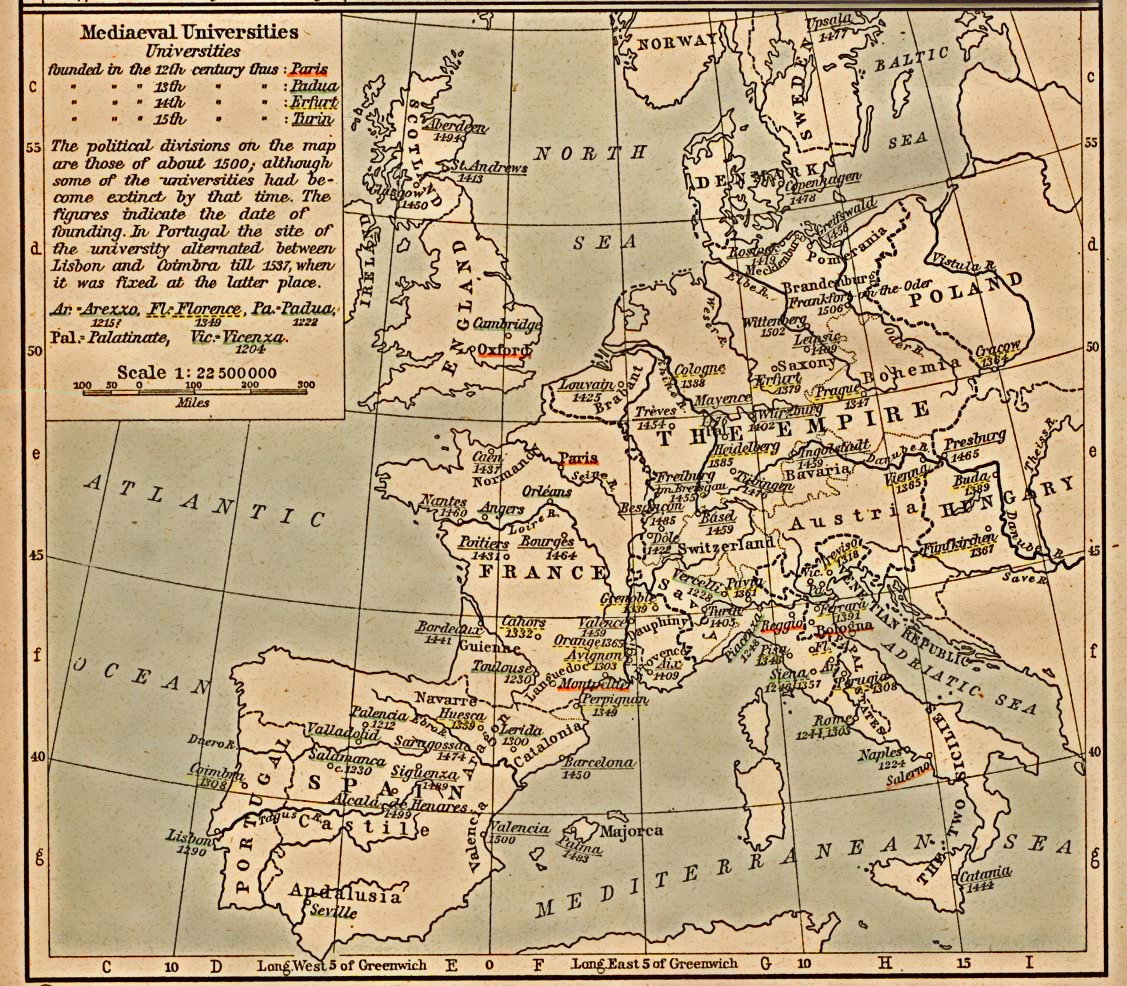
Mapa de las universidades medievales. Las universidades y las nuevas órdenes religiosas proporcionaron infraestructuras para la formación de comunidades científicas.

Alrededor de 1150 se fundan las primeras universidades medievales – Bolonia (1088), París (1150) y Oxford (1167) — en 1500 ya serían más de setenta. Ese fue efectivamente el punto de partida para el modelo actual de universidad. Algunas de esas instituciones recibían de la Iglesia o de Reyes el título de Studium Generale; y eran consideradas los locales de enseñanza más prestigiosos de Europa, sus académicos eran animados a compartir documentos y dar cursos en otros institutos por todo el continente.
Tratándose no sólo de instituciones de enseñanza, las universidades medievales eran también locales de investigación y producción del saber, además de focos de vigorosos debates y muchas polémicas. Eso también se refleja en las crisis en que estuvieron envueltas estas instituciones y por las intervenciones que sufrieron del poder real y eclesiástico. La filosofía natural estudiada en las facultades de Arte de esas instituciones trataba del estudio objetivo de la naturaleza y del universo físico. Ese era un campo independiente y separado de la teología; entendido como un área de estudio esencial en sí misma, así como un fundamento para la obtención de otros saberes.
Otro factor importante que influyó en el florecimiento intelectual del periodo fue la actividad cultural de las nuevas órdenes mendicantes: especialmente los Dominicos y los Franciscanos. Al contrario de las órdenes monásticas, volcadas hacia la vida contemplativa en los monasterios, estas nuevas órdenes estaban dedicadas a la convivencia en el mundo laico y buscaban defender la fe cristiana por la predicación y por el uso de la razón. La integración de esas órdenes en las universidades medievales proporcionaba la infraestructura necesaria para la existencia de comunidades científicas y generaría muchos frutos para el estudio de la naturaleza, especialmente con la renombrada Escuela Franciscana de Oxford.

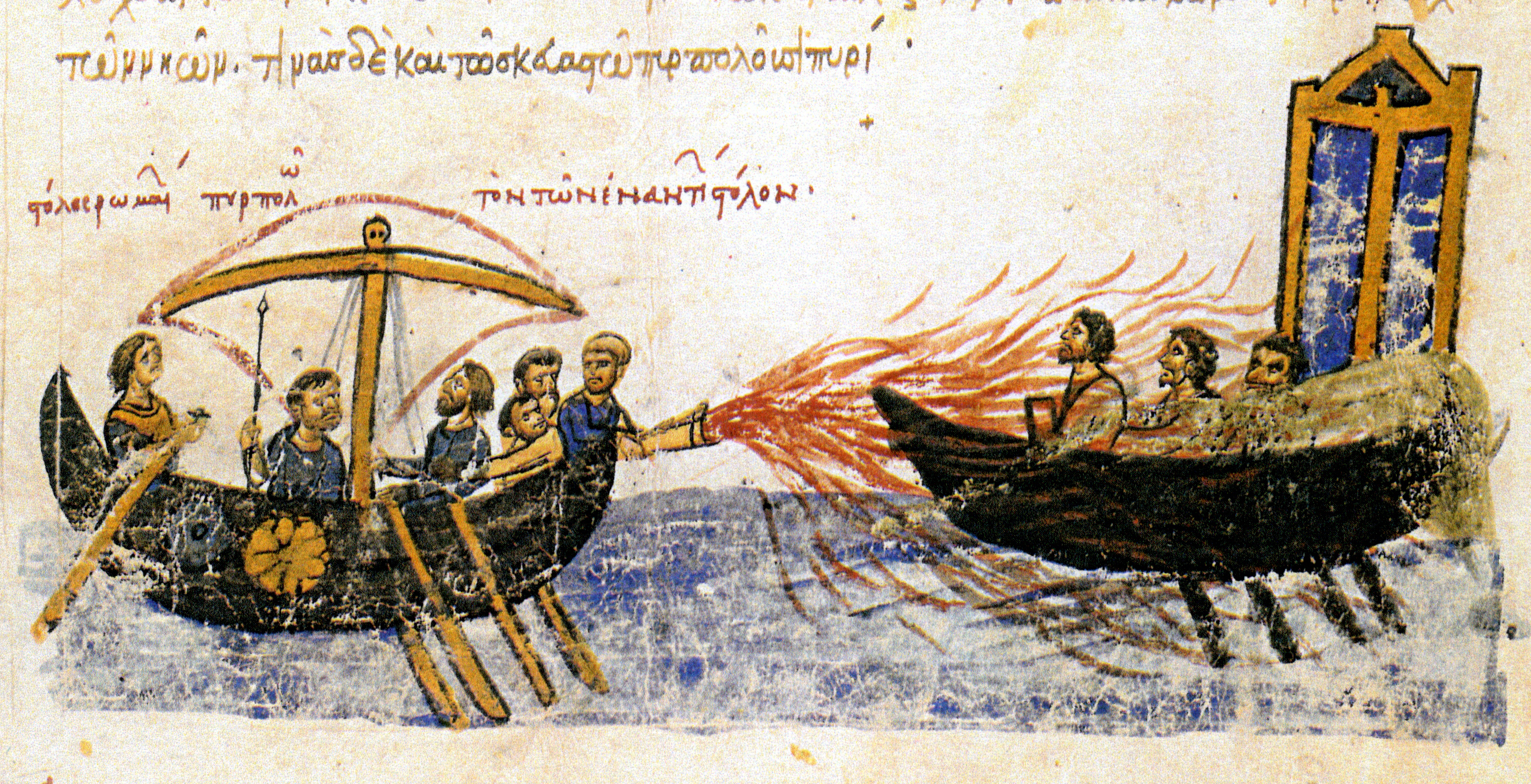
Uso del fuego griego en un combate naval en una ilustración del manuscrito llamado Skylitzes de Madrid.

El influjo de los textos griegos, las órdenes mendicantes y la multiplicación de las universidades irían a actuar conjuntamente en ese nuevo mundo que se alimentaba del torbellino de las ciudades en crecimiento. En 1200 ya había traducciones latinas razonablemente precisas de los principales trabajos de los autores antiguos más cruciales para la filosofía: Aristóteles, Platón, Euclides, Ptolomeo, Arquímedes y Galeno. A esa altura, la filosofía natural (e.g. ciencia) contenida en esos textos comenzó a ser trabajada y desarrollada por escolásticos notables como Robert Grosseteste, Roger Bacon, Alberto Magno y Duns Scoto, que traerían nuevas tendencias para un abordaje más concreto y empírico, representando un preludio del pensamiento moderno.

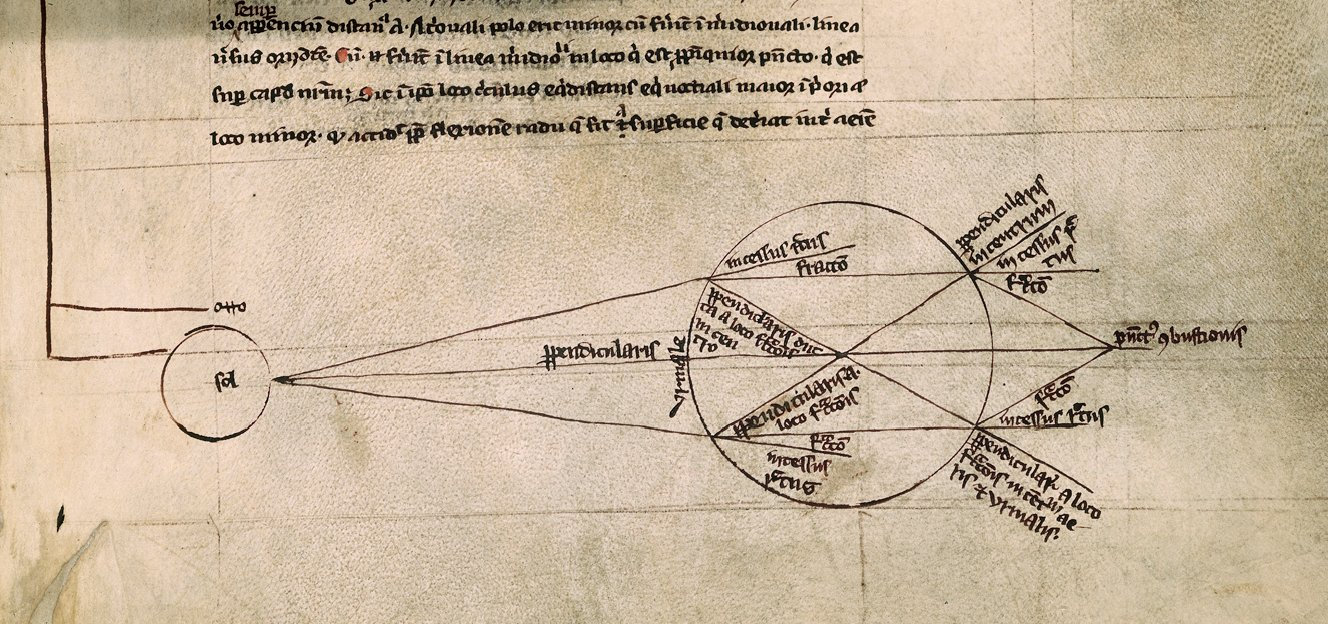
Estudio de la refracción de la luz por una lente esférica, por Robert Grosseteste, c. 1250.

Grosseteste, el fundador de la escuela Franciscana de Oxford, fue el primer escolástico en entender plenamente la visión aristotélica del doble camino para el pensamiento científico: generalizar de observaciones particulares a una ley universal; y después hacer el camino inverso: deducir de leyes universales a la previsión de situaciones particulares. Además de eso, afirmó que estos dos caminos deberían ser verificados —o invalidados— a través de experimentos que probaran sus principios. Grosseteste daba gran énfasis a la matemática como un medio de entender la naturaleza y su método de investigación contenía la base esencial de la ciencia experimental.
Roger Bacon, alumno de Grosseteste, da una especial atención a la importancia de la experimentación para aumentar el número de hechos conocidos acerca del mundo. Describe el método científico como un ciclo repetido de observación, hipótesis, experimentación y necesidad de verificación independiente. Bacon registraba la forma en que llevaba a cabo sus experimentos dando detalles precisos, a fin de que otros pudieran reproducir sus experimentos y probar los resultados —esa posibilidad de verificación independiente es parte fundamental del método científico contemporáneo.

### Edad Media Tardía

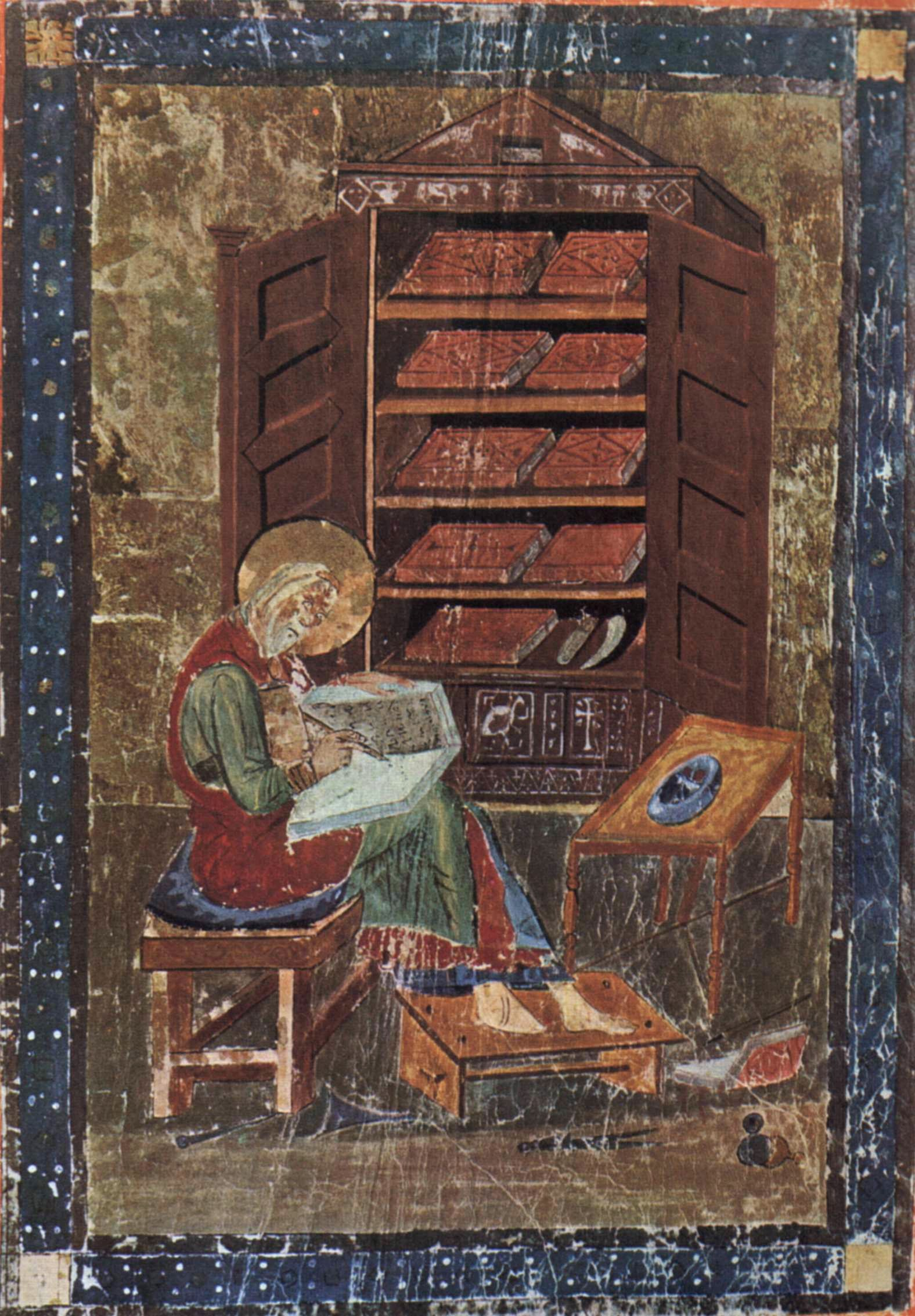
El trabajo intelectual en un scriptorium de la Alta Edad Media tal como se representa en una ilustración del Codex Amiatinus, el manuscrito más antiguo conservado de la Vulgata (comienzos del).

La primera mitad del siglo XIV vio el trabajo científico de grandes pensadores. Inspirado en Duns Scoto, Guillermo de Ockham entendía que la filosofía sólo debía tratar de temas sobre los cuales ella pudiera obtener un conocimiento real. Sus estudios en lógica lo llevaron a defender el principio hoy llamado Navaja de Ockham: si hay varias explicaciones igualmente válidas para un hecho, entonces debemos escoger la más simple. Ello debería llevar a un declive en debates estériles y mover la filosofía natural en dirección a lo que hoy se considera ciencia.

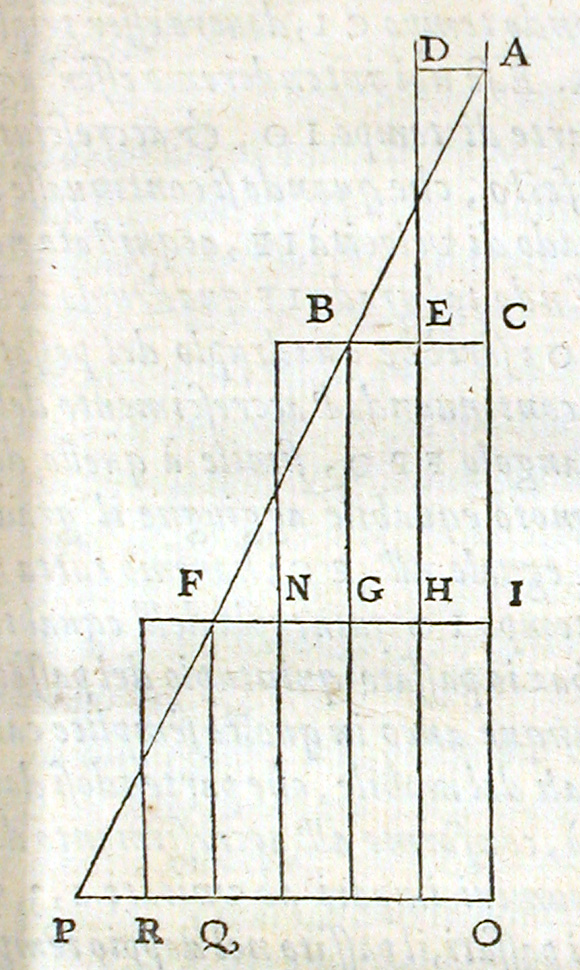
Demostración de Galileo sobre el movimiento acelerado. La base de la famosa "Ley de la caída de los cuerpos" fue el teorema de la velocidad media.

En aquel tiempo, académicos como Jean Buridan y Nicolás Oresme comenzaron a cuestionar aspectos de la mecánica aristotélica. En particular, Buridan desarrolló la teoría del ímpetu, que explicaba el movimiento de proyectiles y fue el primer paso en dirección al concepto moderno de inercia. Buridan se anticipó a Isaac Newton cuando escribió:
... Después de dejar el brazo del lanzador, el proyectil sería movido por un ímpetu suministrado por el lanzador y continuaría moviéndose siempre y cuando ese ímpetu permaneciese más fuerte que la resistencia. Ese movimiento sería de duración infinita en caso de que no fuera disminuido y corrompido por una fuerza contraria resistente a él, o por algo que desvíe al objeto a un movimiento contrario.
En esa misma época, los denominados Calculadores de Merton College, de Oxford, elaboraron el Teorema de la velocidad media. Usando un lenguaje simplificado, este teorema establece que un cuerpo en movimiento uniformemente acelerado recorre, en un determinado intervalo de tiempo, el mismo espacio que sería recorrido por un cuerpo que se desplazara con velocidad constante e igual a la velocidad media del primero. Más tarde, ese teorema sería la base de la "Ley de la caída de los cuerpos", de Galileo. Hoy sabemos que las principales propiedades cinemáticas del movimiento rectilíneo uniformemente variado (MRUV), que aún se le atribuyen a Galileo por los textos de física, fueron descubiertas y probadas por esos académicos.
Nicolás Oresme, por su parte, demostró que las razones propuestas por la física aristotélica contra el movimiento del planeta Tierra no eran válidas e invocó el argumento de la simplicidad (de la navaja de Ockham) en favor de la teoría de que es la Tierra la que se mueve, y no los cuerpos celestes. En general, el argumento de Oresme a favor del movimiento terrestre es más explícito y más claro que el que fue dado siglos después por Copérnico. Entre otras proezas, Oresme fue el descubridor del cambio de dirección de la luz a través de la refracción atmosférica; aunque, hasta hoy, ese descubrimiento se le atribuye a Robert Hooke.
En 1348, la Peste Negra llevó este periodo de intenso desarrollo científico a un fin repentino. La plaga mató un tercio de la población europea. Durante casi un siglo, nuevos focos de la plaga y otros desastres causaron un continuo decrecimiento demográfico. Las áreas urbanas, generalmente el motor de las innovaciones intelectuales, fueron especialmente afectadas.
Línea del tiempo: Datos demográficos de Europa y la presencia de innovadores en los campos de la física y de la metodología científica.

### Renacimiento

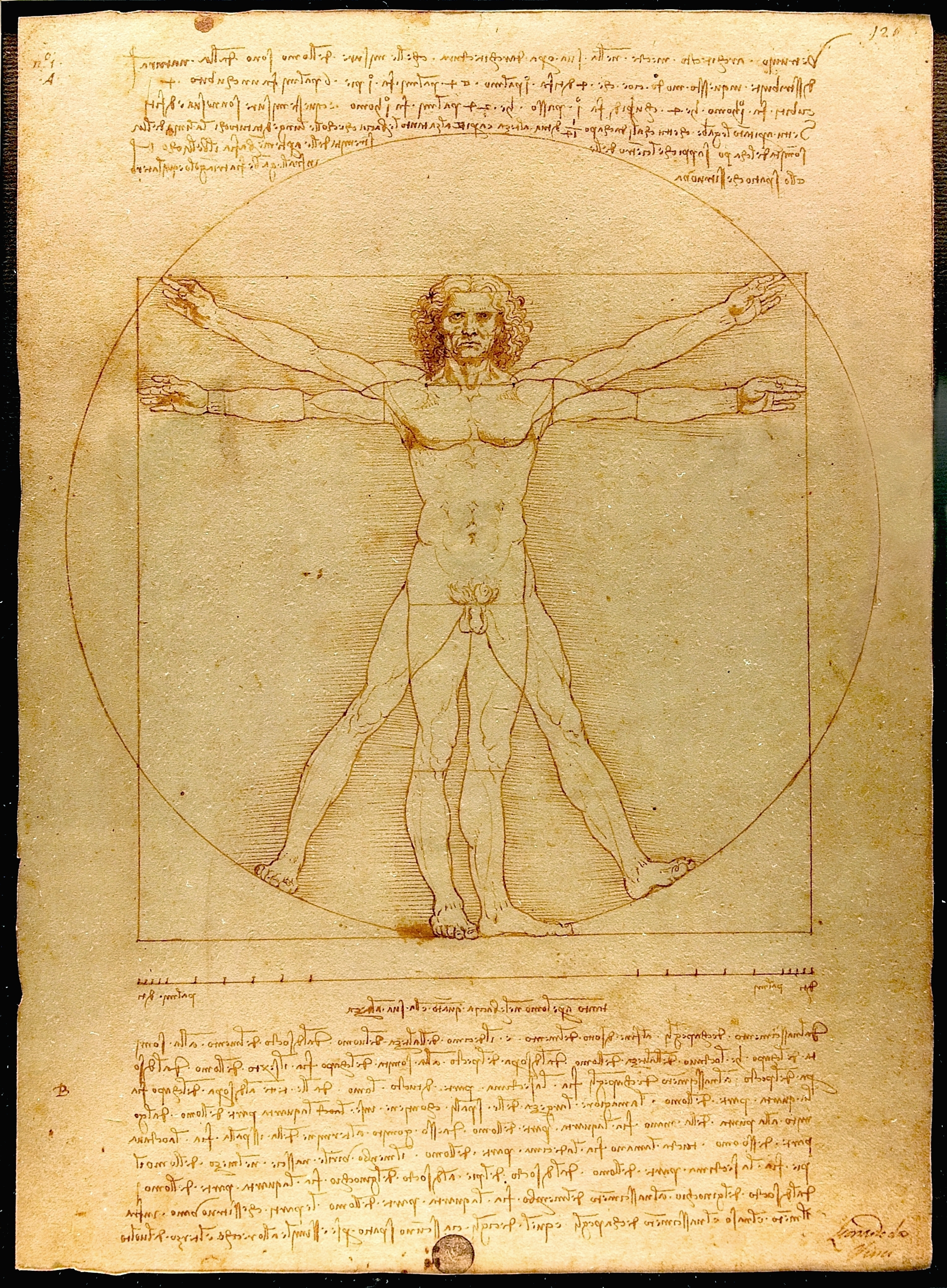
El Hombre de Vitruvio de Leonardo da Vinci, un ejemplo de la mezcla de arte y ciencia típica del Renacimiento.

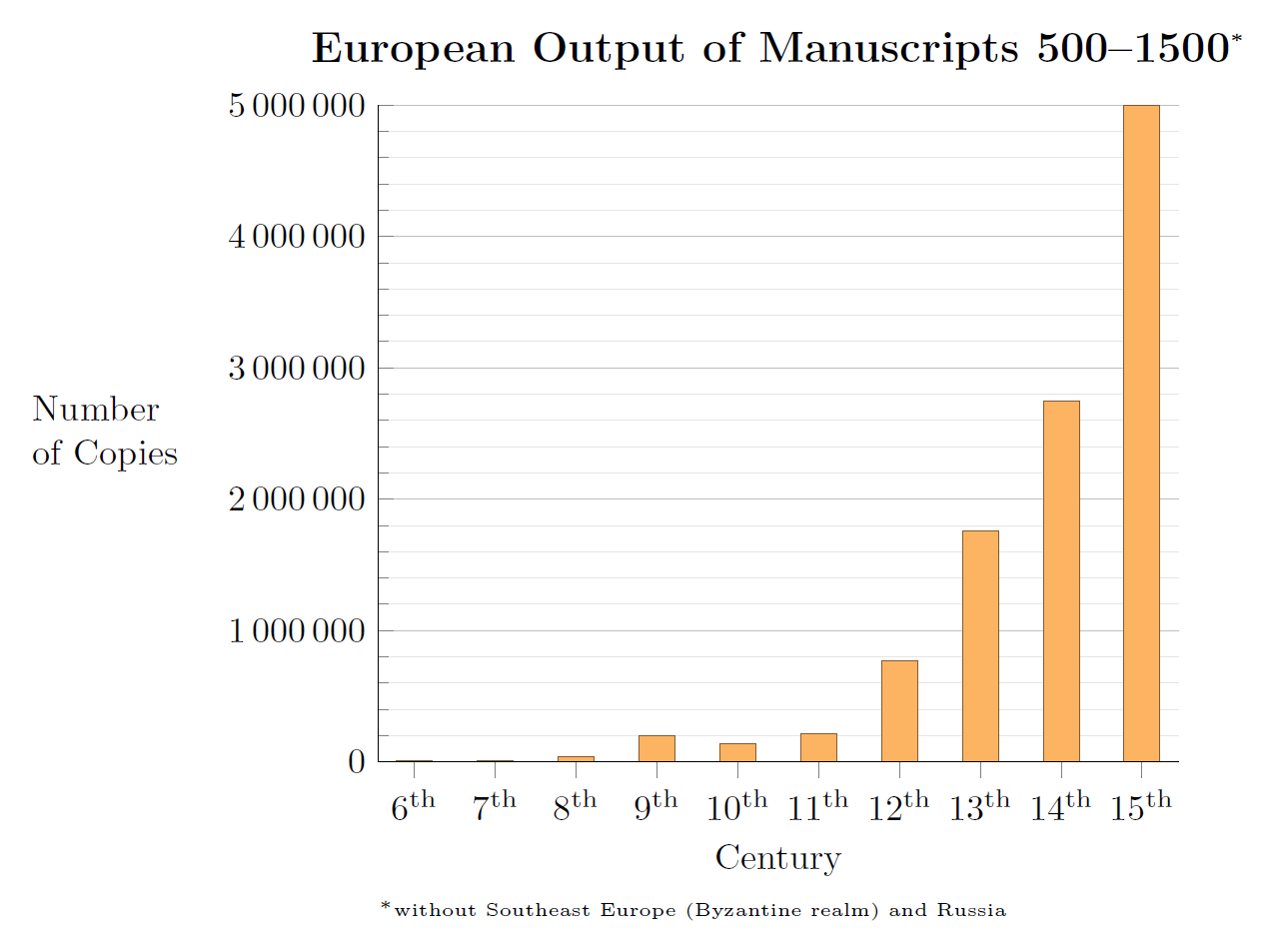
Producción de manuscritos en Europa occidental durante la Edad Media.

Además de estancar el proceso de innovación, la peste negra fue uno de los factores que pusieron en jaque todo el modelo de sociedad que había encontrado su apogeo los siglos anteriores. El siglo XV presenció el inicio del florecimiento artístico y cultural del Renacimiento.
El redescubrimiento de textos antiguos se aceleró después de la Caída de Constantinopla, a mediados del siglo XV, cuando muchos eruditos bizantinos tuvieron que ir a buscar refugio en Occidente, especialmente en Italia. Este nuevo influjo alimentó el creciente interés de los académicos europeos por los textos clásicos de periodos anteriores al triunfo del cristianismo en la cultura europea. En el siglo XVI ya comienza a existir, paralelo al interés por la civilización clásica, un menosprecio por la Edad Media, que pasó a ser cada vez más asociada a expresiones como "barbarismo", "ignorancia", "oscuridad", "gótico", "noche de mil años" o "sombrío".
El humanismo renacentista rompe con la visión teocéntrica y con la concepción filosófico-teológica medieval. Ahora, conceptos como la dignidad del ser humano pasan a estar en primer plano. Por otro lado, ese humanismo representa también una ruptura con la importancia que le venía siendo dada a las ciencias naturales desde el (re-) descubrimiento de Aristóteles, en el siglo XII.
A pesar del florecimiento artístico, el periodo inicial del Renacimiento es generalmente visto como un momento de estancamiento en las ciencias. Hay poco desarrollo de disciplinas como la física y astronomía. El apego a los escritos antiguos enraízan aún más las visiones ptolemaica y aristotélica del universo. En contraste con la escolástica, que suponía un orden racional de la naturaleza en el cual podría penetrar el intelecto, el llamado naturalismo renacentista pasaba a ver el universo como una creación espiritual opaca a la racionalidad y que sólo podría ser comprendida por la experiencia directa. Al mismo tiempo, la filosofía perdió mucho de su rigor cuando las reglas de la lógica pasaron a considerarse como secundarias ante la intuición o la emoción.
Por otro lado, la invención de la imprenta, que ocurrió simultáneamente a la Caída de Constantinopla, tendría gran efecto en la sociedad europea. La difusión más fácil de la palabra escrita democratizó el aprendizaje y permitió la propagación más rápida de nuevas ideas. Entre esas ideas estaba el álgebra, que había sido introducida en Europa por Fibonacci en el siglo XIII, pero solo se popularizó al ser divulgada en forma impresa.
Estas transformaciones facilitaron el camino para la Revolución científica, pero eso sólo ocurriría después de haber llegado el movimiento renacentista al norte de Europa, con figuras como Copérnico, Francis Bacon y Descartes. Fueron estas figuras las que llevaron adelante los avances ensayados por los sabios de la Edad Media, pero estos personajes ya son descritos a menudo como pensadores pre-iluministas, en lugar de que sean vistos como parte del Renacimiento tardío.

## El cristianismo y el estudio de la naturaleza

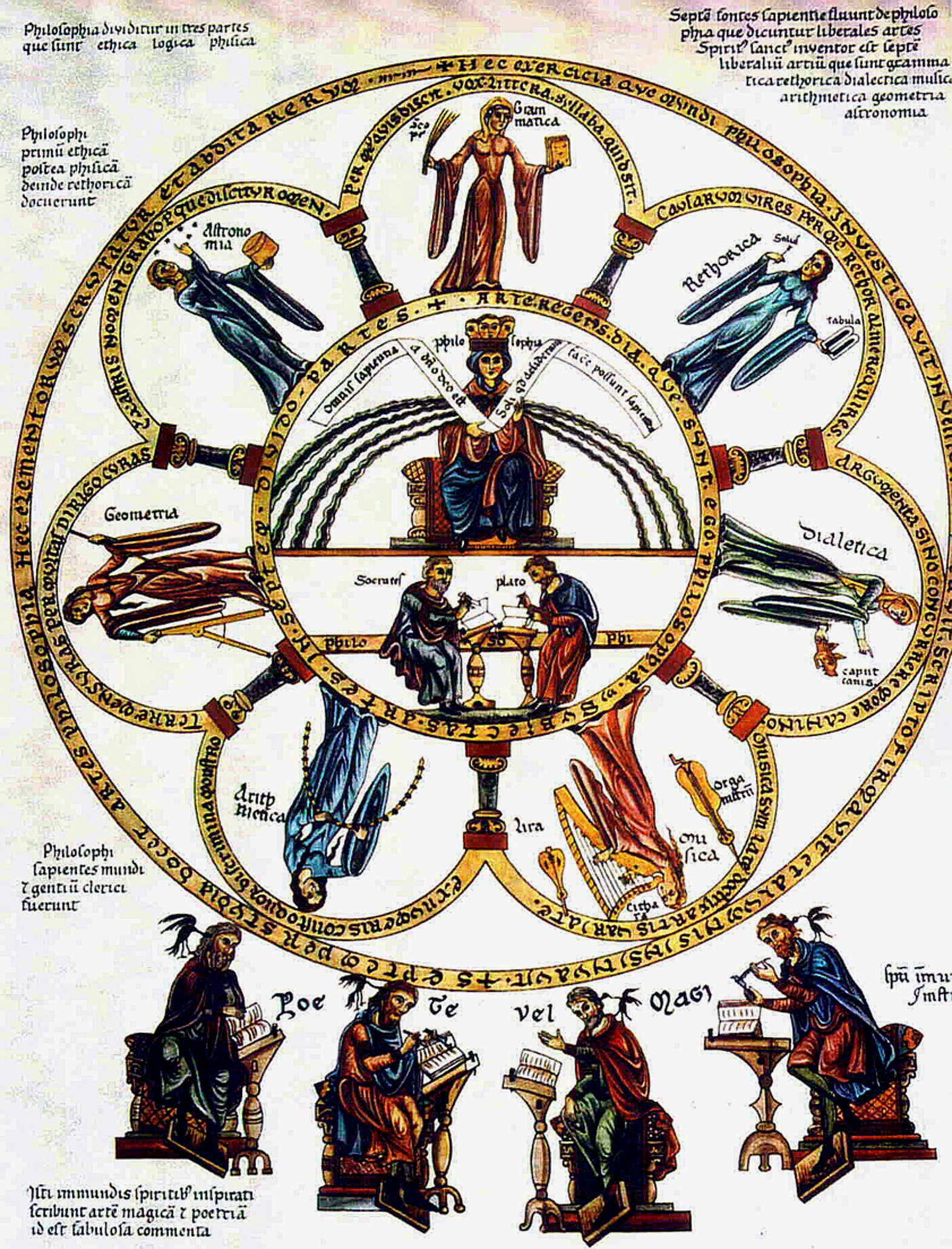
La filosofía entre las siete Artes Liberales (c. 1180).

El pensamiento de San Agustín fue de vacilar al orientar la visión del hombre medieval sobre la relación entre la fe cristiana y el estudio de la naturaleza. Él reconocía la importancia del conocimiento, pero entendía que la fe en Cristo venía a restaurar la condición decaída de la razón humana, siendo, por lo tanto, más importante. Agustín afirmaba que la interpretación de las escrituras debía hacerse de acuerdo con los conocimientos disponibles, en cada época, sobre el mundo natural. Escritos como su interpretación "alegórica" del libro bíblico del Génesis van a influir fuertemente en la Iglesia medieval, que tendrá una visión más interpretativa y menos literal de los textos sagrados. No obstante, la según Agustín filosofía experimental era nociva: «Hay también presente en el alma, por los medios de estos mismos sentidos corporales, una especie de vacío anhelo y curiosidad que pretende no conseguir el placer de la carne sino adquirir experiencia a través de esta, y esta vacía curiosidad se dignifica con los nombres de conocimiento y ciencia».
Las ideas agustinianas eran decididamente antiexperimentales, si bien las técnicas experimentales aristotélicas no fueron rechazadas cuando estuvieron disponibles en Occidente. Aun así, el pensamiento agustiniano tuvo fuerte arraigo en la sociedad medieval y se usó para mostrar la alquimia como contraria a Dios. Buena parte del saber alquímico romano, como el de los griegos y los egipcios, se ha perdido. Sin embargo, las conexiones con las culturas griega y romana de la alquimia fue aceptada por la filosofía cristiana y los alquimistas medievales europeos absorbieron extensivamente el conocimiento alquímico islámico.
Durante los tiempos confusos de la disolución del Imperio romano de Occidente y de los primeros siglos de la Edad Media, mucha de la cultura clásica se perdió, pero el declive cultural habría sido mucho más intenso si no fuera por el monasticismo, más específicamente por la acción de los monjes copistas. Es cierto que los textos en griego ya no estaban más accesibles por el olvido del idioma y que los escritos que pasaban por el trabajoso proceso de copia manual eran seleccionados de acuerdo con la importancia que les daban los religiosos.
La Iglesia también estuvo al cargo de la estructura educativa, o, por lo menos, supervisando la misma. Cuando Carlomagno llamó al monje Alcuino para elaborar una reforma en la educación europea, la Iglesia quedó al cargo de las escuelas monacales y de las escuelas catedralicias. La mayoría de las universidades en los siglos XII y XIII surgieron precisamente de escuelas ligadas a las catedrales y funcionaban bajo la protección de jurisdicción eclesiástica.
En relación con la investigación de la naturaleza, que renació en la Edad Media Clásica, ya fue mencionada la importancia de las órdenes religiosas mendicantes. Aunque Bernardo de Claraval y algunos otros religiosos hubiesen llegado a despreciar el estudio de las ciencias por creer que muchos buscaban esos conocimientos por vanidad, sus puntos de vista jamás fueron adoptados. La Inquisición estaba presente, pero la Iglesia concedía a los profesores mucha elasticidad en sus doctrinas y, en muchos casos, estimulaba las investigaciones científicas.
En las universidades, el campo de la filosofía natural disponía de gran libertad intelectual, desde que restringiera sus especulaciones al mundo natural. Aunque se esperaran represalias y castigos si los filósofos naturales pasaban de ese límite, los procedimientos disciplinares de la Iglesia eran dirigidos principalmente a los teólogos, que trabajaban en un área mucho más peligrosa. En general, había soporte religioso para la ciencia natural y el reconocimiento de que ésta era un importante factor en el aprendizaje.

## Grandes nombres de la ciencia medieval

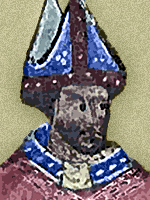
Robert Grosseteste

Robert Grosseteste (1168-1253), obispo de Lincoln, fue la figura central del movimiento intelectual inglés en la primera mitad del siglo XIII y es considerado el fundador del pensamiento científico en Oxford. Tenía gran interés en el mundo natural y escribió textos sobre temas como el sonido, la astronomía, la geometría y la óptica. Afirmaba que los experimentos deberían usarse para verificar una teoría, probando sus consecuencias; también fue relevante su trabajo experimental en el área de la óptica. Roger Bacon fue uno de sus alumnos de más renombre.

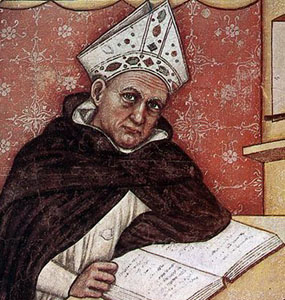
Alberto Magno

Alberto Magno (1193-1280), el Doctor Universal, fue el principal representante de la tradición filosófica de los dominicos. Además de eso, es uno de los treinta y tres santos de la Iglesia católica con el título de Doctor de la Iglesia. Se hizo famoso por sus vastos conocimientos y por su defensa de la coexistencia pacífica de la ciencia con la religión. Alberto fue esencial en introducir la ciencia griega y árabe en las universidades medievales. En una de sus frases famosas, afirmó: la ciencia no consiste en ratificar lo que otros dijeron, sino en recoger las causas de los fenómenos. Tomás de Aquino fue su alumno.

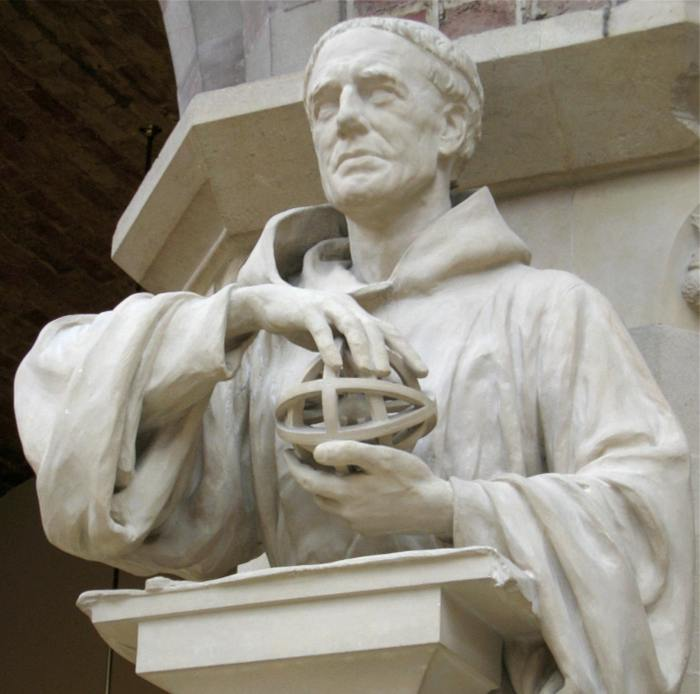
Roger Bacon

Roger Bacon (1214-1294), el Doctor Admirable, ingresó en la Orden de los Franciscanos alrededor de 1240, donde, influenciado por Grosseteste, se dedicó a estudios en los que la observación de la naturaleza y la experimentación eran fundamentos del conocimiento natural. Bacon propagó el concepto de "leyes de la naturaleza" y contribuyó en áreas como la mecánica, la geografía y principalmente la óptica.
Las investigaciones en óptica de Grosseteste y Bacon posibilitaron el inicio de la fabricación de gafas, en el siglo XIII. Posteriormente, esos conocimientos serían imprescindibles para la invención de instrumentos como el telescopio y el microscopio.

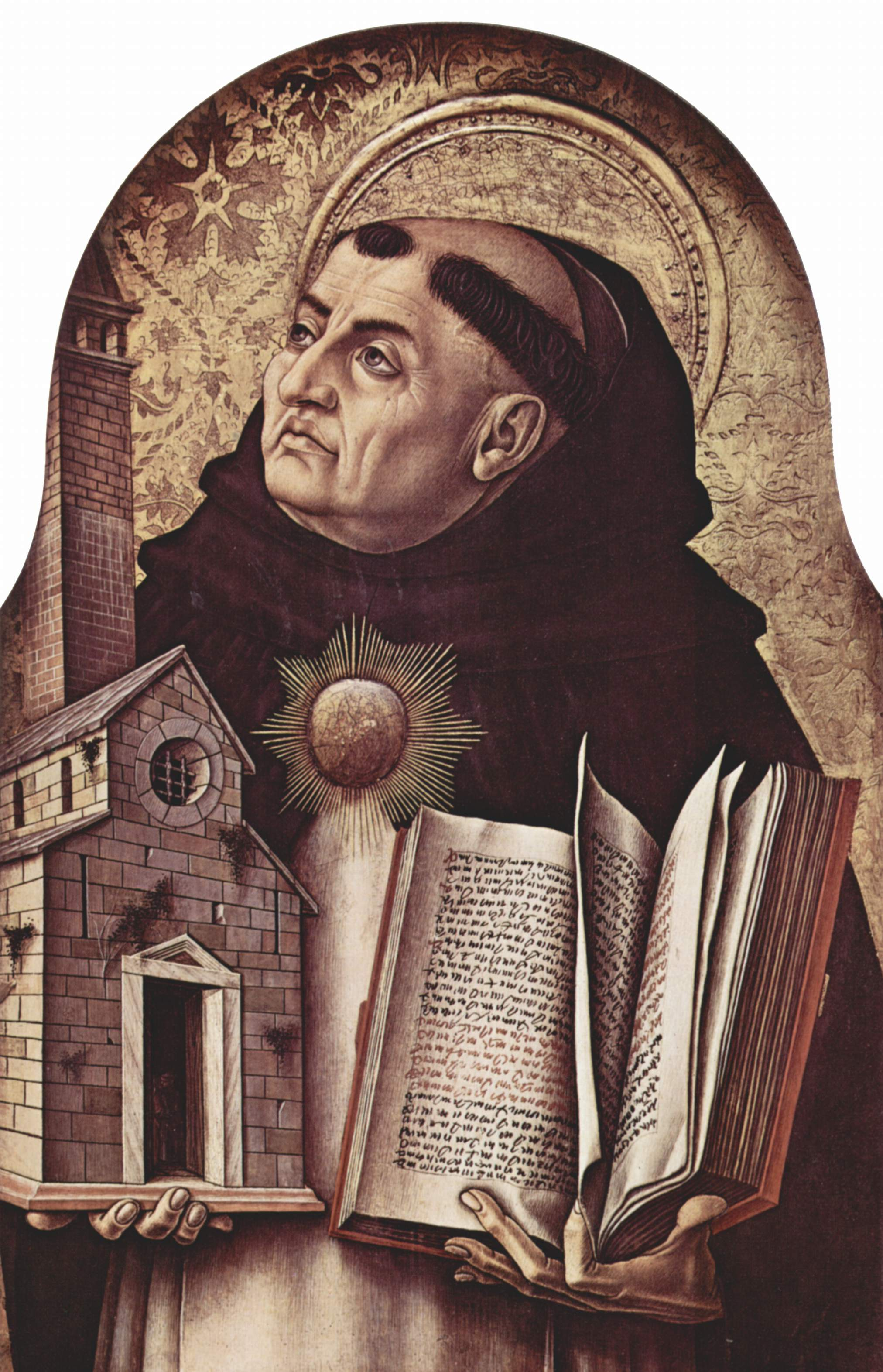

Tomás de Aquino (1227-1274), también conocido como el Doctor Angélico, fue un fraile dominico y teólogo italiano. Tal como su profesor Alberto Magno, es santo católico y doctor de esta misma Iglesia. Sus intereses no se restringían a la filosofía; también se le atribuye una importante obra alquímica datada en el siglo XV y llamada "Aurora Consurgens". Sin embargo, la verdadera contribución de Santo Tomás para la ciencia del periodo fue el haber sido el mayor responsable de la integración definitiva del aristotelismo con la tradición escolástica anterior.

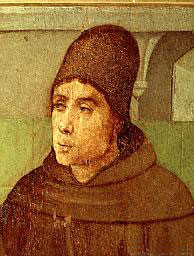

Duns Scoto (1266-1308), el Doctor Sutil, fue miembro de la Orden Franciscana, filósofo y teólogo. Formado en el ambiente académico de la Universidad de Oxford, donde aún persistía el aura de Robert Grosseteste y Roger Bacon, tuvo una posición alternativa a la de Santo Tomás de Aquino en el enfoque de la relación entre la Razón y la Fe. Para Scoto, las verdades de la fe no podrían ser comprendidas por la razón. La filosofía, así, debería dejar de ser una sierva de la teología y adquirir autonomía. Duns Scoto fue mentor de otro gran nombre de la filosofía medieval: Guillermo de Ockham.
Guillermo de Ockham (1285-1350), el Doctor Invencible, fue un fraile franciscano, teórico de la lógica y teólogo inglés. Ockham defendía el principio de la parsimonia (la naturaleza es por sí misma económica), que ya podía verse en el trabajo de Duns Scoto, su profesor. William fue el creador de la Navaja de Ockham: si hay varias explicaciones igualmente válidas para un hecho, entonces debemos escoger la más simple. Esto constituiría la base de lo que más tarde sería conocido como método científico y uno de los pilares del reduccionismo en ciencia. Ockham murió víctima de la peste negra. Jean Buridan y Nicolás Oresme fueron sus seguidores.

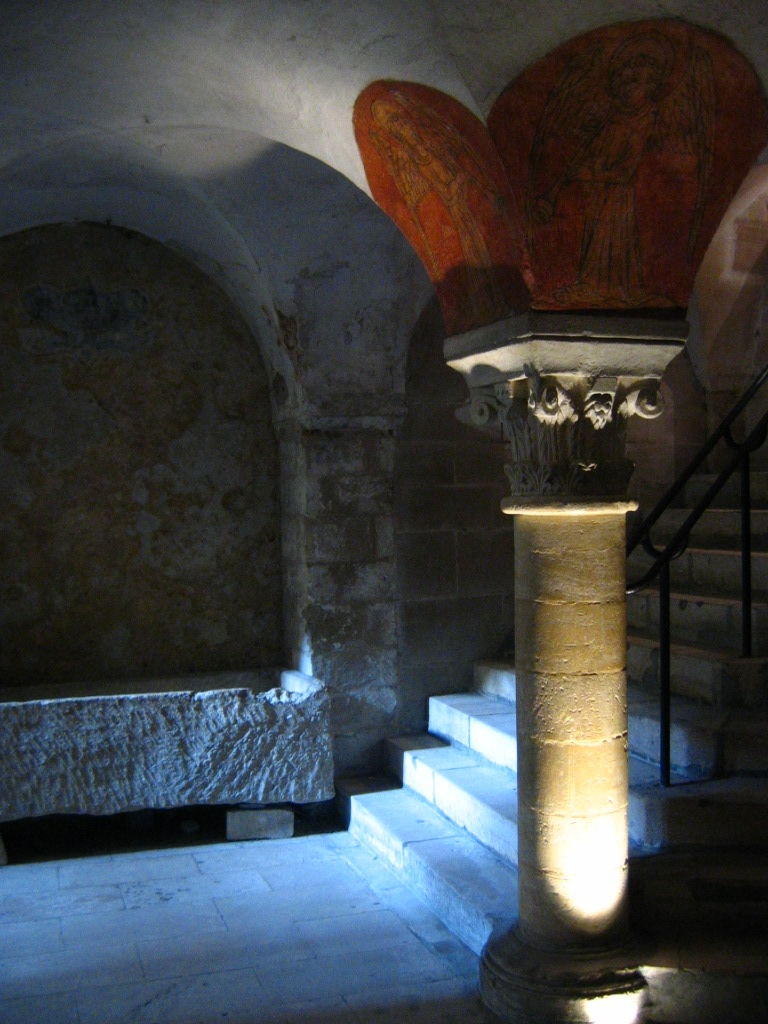

Jean Buridan (1300-1358) fue un filósofo y religioso francés. Aunque haya sido uno de los más famosos e influyentes filósofos de la Edad Media Tardía, hoy está entre los nombres menos conocidos del período. Una de sus contribuciones más significativas fue desarrollar y popularizar de la teoría del Ímpetu, que explicaba el movimiento de proyectiles y objetos en caída libre. Esa teoría abrió el camino a la dinámica de Galileo y al famoso principio de la Inercia, de Isaac Newton.

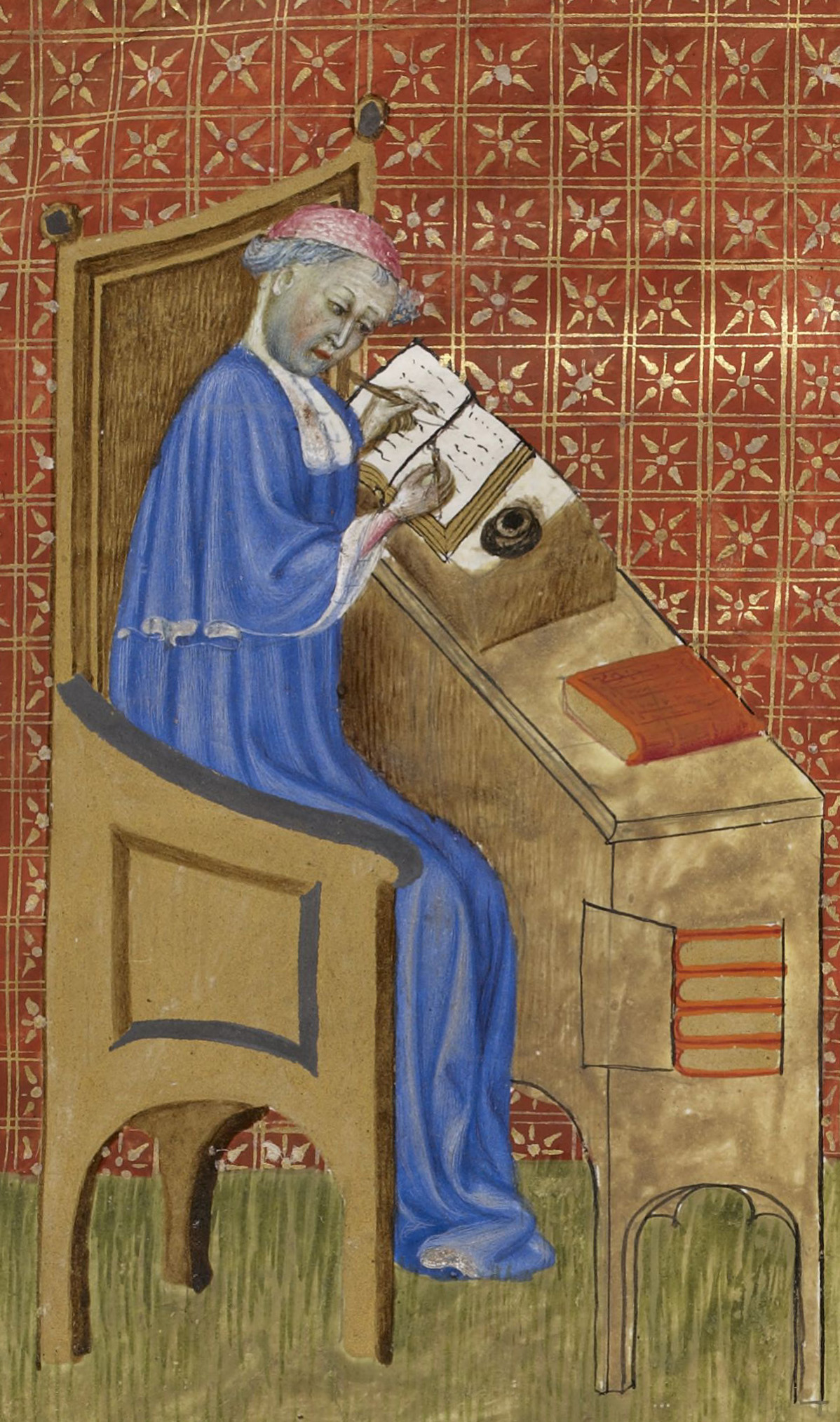

Nicolás Oresme (c. 1323-1382) fue un genio intelectual y tal vez el pensador más original del siglo XIV. Teólogo dedicado y obispo de Lisieux, fue uno de los principales propagadores de las ciencias modernas. Además de sus contribuciones estrictamente científicas, Oresme combatió fuertemente a la astrología y especuló sobre la posibilidad de que existieran otros mundos habitados en el espacio. Fue el último gran intelectual europeo en haber crecido antes del surgimiento de la peste negra, evento que tuvo un impacto muy negativo en la innovación intelectual en el periodo final de la Edad Media.

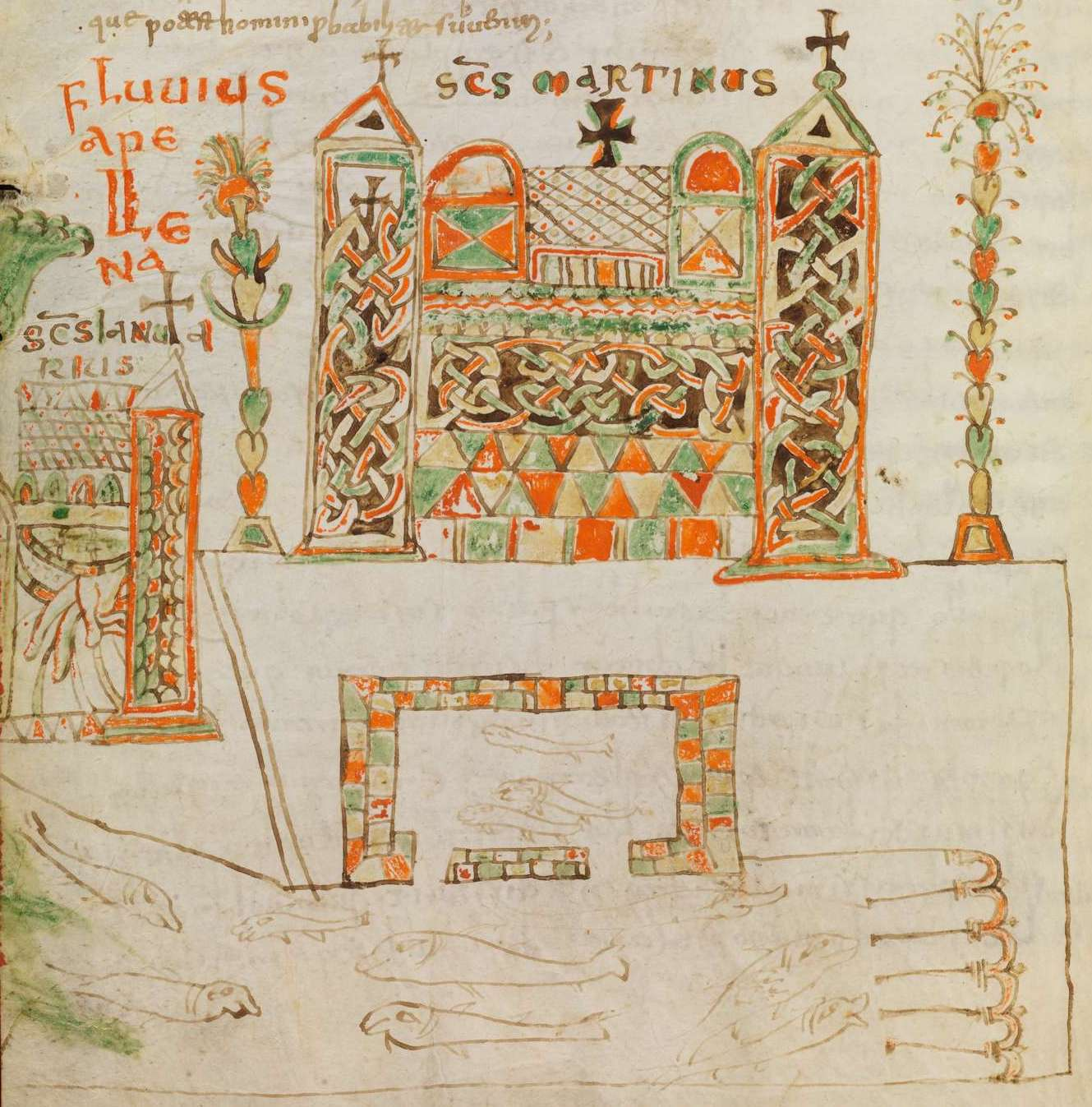
Institutiones divinarum et saecularium litterarum de Casiodoro (segunda mitad del siglo VI).
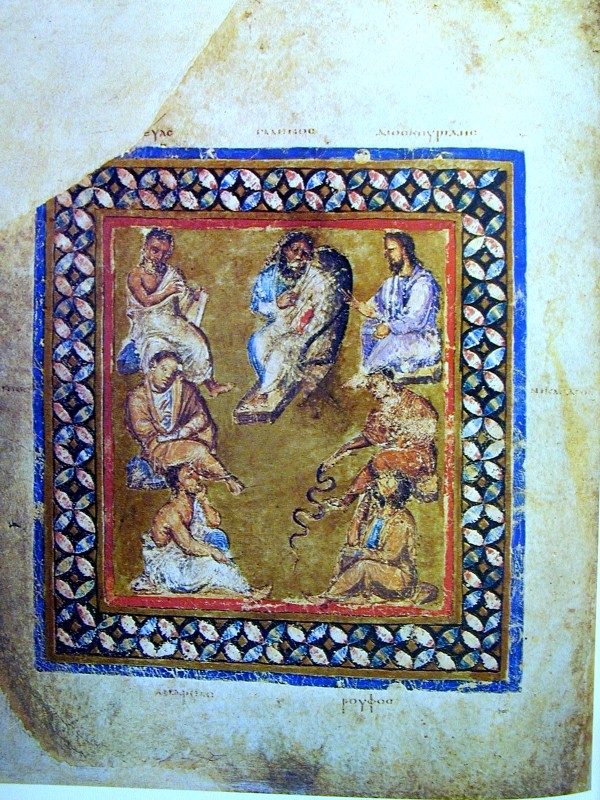
Médicos debatiendo en una ilustración del manuscrito llamado Dioscórides de Viena (siglo VI). La medicina bizantina contó con otros textos, como el Epítome de Pablo de Egina (siglo VII).
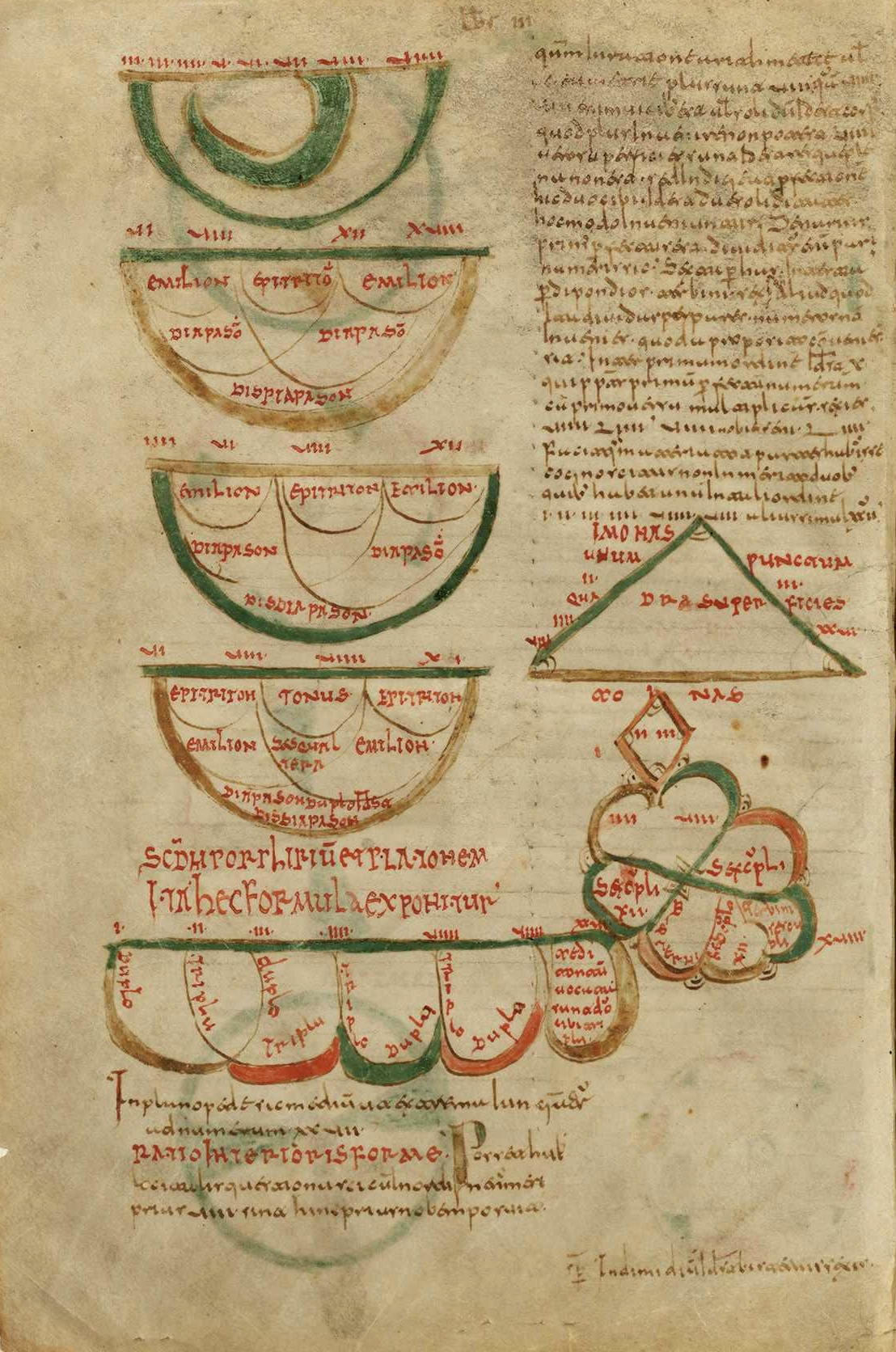
Etimologías de Isidoro de Sevilla (ca. 627-630).
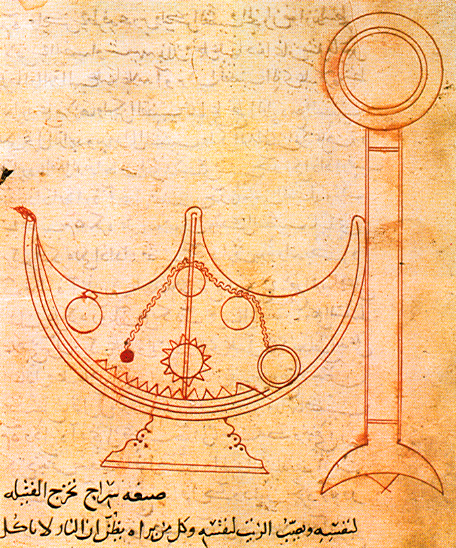
Esquema de una lámpara con engranajes en el tratado de dispositivos mecánicos de Ahmad ibn Mūsā ibn Shākir, uno de los hermanos Banū Mūsā (siglo IX).
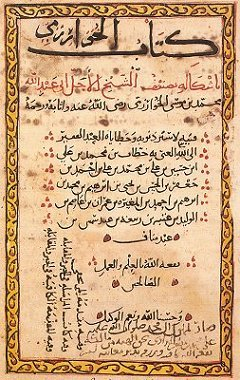
Álgebra de Al-Juarismi (muchos términos matemáticos, como álgebra, algoritmo y guarismo, provienen de las matemáticas árabes).
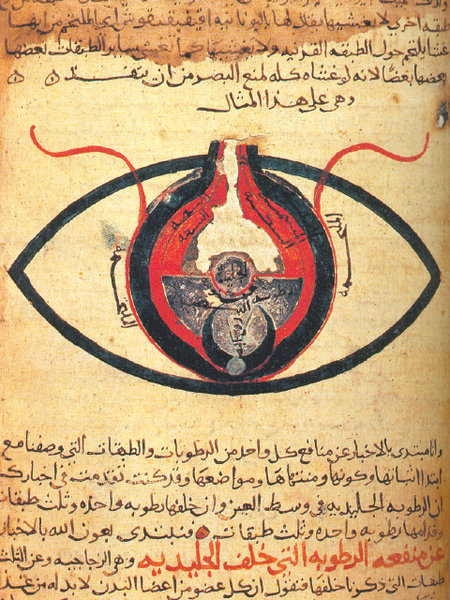
Anatomía del ojo en una obra de Hunayn ibn Ishaq (ca. 1200).
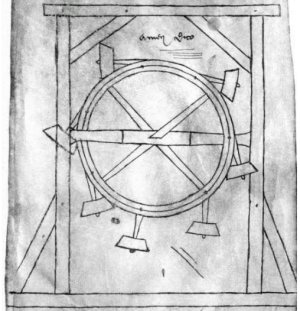
Perpetuum mobile, diseño de Villard de Honnecourt (ca. 1230).
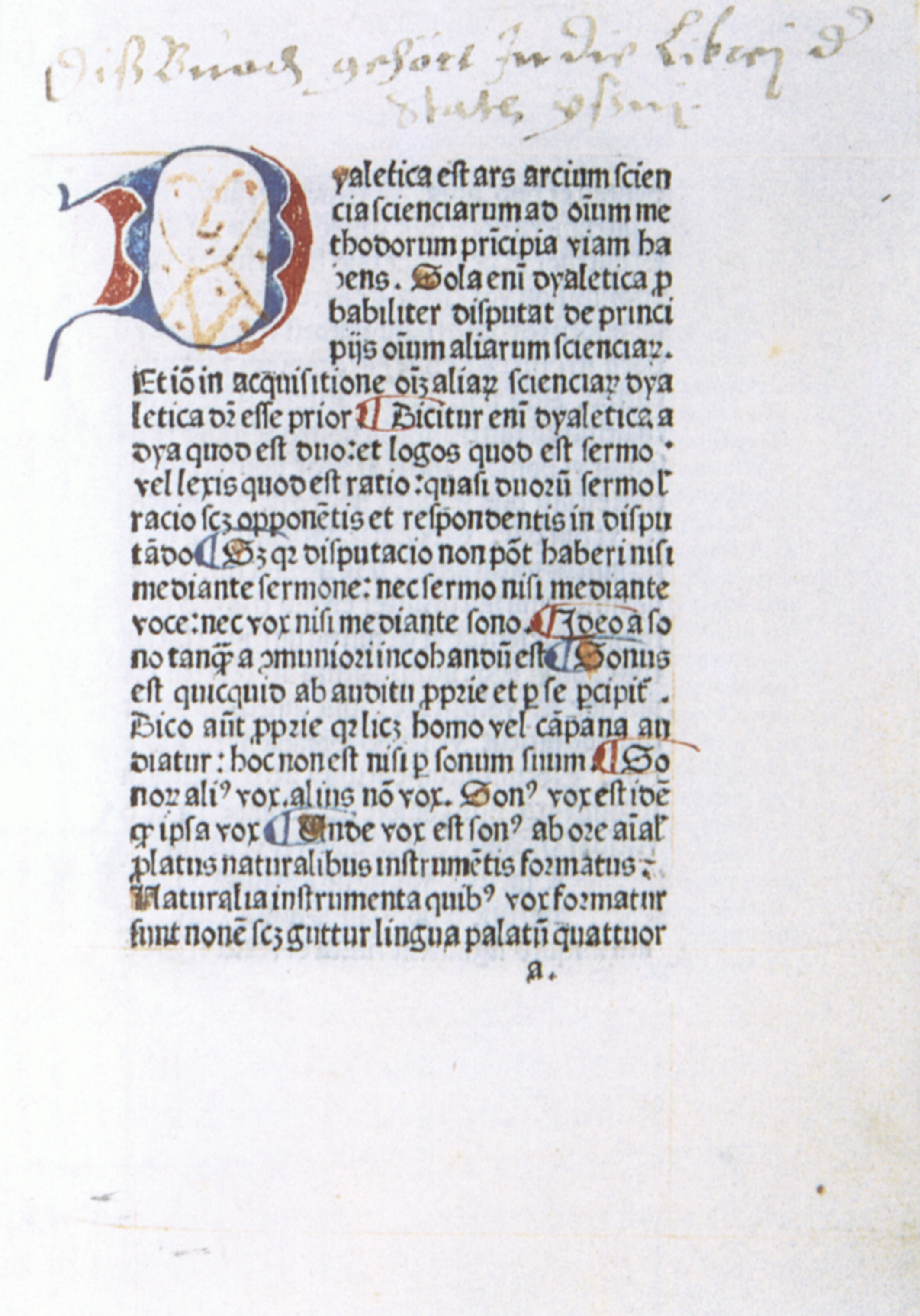
Summulae logicales de Petrus Hispanus (siglo XIII).
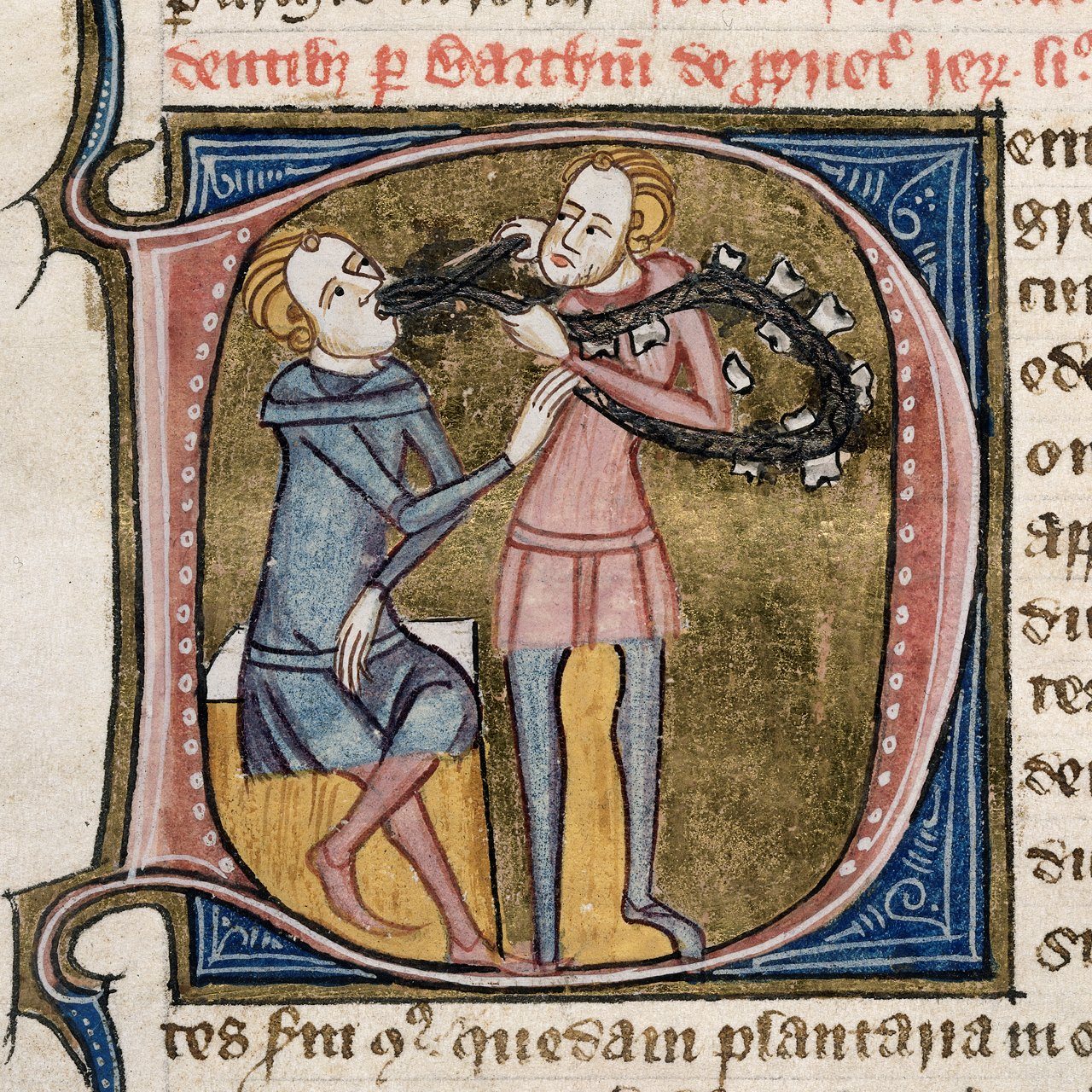
Extracción dental en la ilustración de una letra capitular de Omne Bonum (ca. 1360–1375).

## Historia de la ciencia en Oriente

### Ciencia islámica
En la historia de la ciencia, la ciencia islámica es la ciencia desarrollada durante la Edad de Oro del islam. Algunos académicos consideran a los científicos musulmanes como los fundadores de la ciencia moderna, por su desarrollo de los primeros métodos científicos y su enfoque empírico, experimental y cuantitativo de las incógnitas científicas. Por este motivo, algunos estudiosos se refieren a este periodo como la revolución científica musulmana. Los logros científicos islámicos abarcaron una amplia gama de áreas temáticas, especialmente la astronomía, las matemáticas y la medicina. Otros temas de investigación científica fueron la alquimia y la química, la botánica y la agronomía, la geografía y la cartografía, la oftalmología, la farmacología, la física y la zoología.
En Oriente Medio, la filosofía griega pudo encontrar algo de apoyo pasajero de la mano del recién creado Califato islámico (Imperio islámico). Con la expansión del islam en los siglos VII y VIII, se produjo un periodo de ilustración islámica que duraría hasta el siglo XV. En el mundo islámico, la Edad Media se conoce como la Edad de Oro del islam, cuando prosperaron la civilización y la sabiduría islámica. A este período dorado de la ciencia islámica contribuyeron varios factores. El uso de una única lengua, el árabe, permitía la comunicación sin necesidad de un traductor. Las traducciones de los textos griegos de Egipto y el Imperio bizantino, y textos en sánscrito de la India, proporcionaban a los eruditos islámicos una base de conocimiento sobre la que construir. Además, estaba el Hajj. Este peregrinaje anual a La Meca facilitaba la colaboración erudita uniendo a las personas y favoreciendo la propagación de nuevas ideas por todo el mundo islámico.
En astronomía, Al-Battani mejoró las mediciones de Hiparco, conservadas a través de la obra de Claudio Ptolomeo conocida como Almagesto. Alrededor del año 900, Al-Batani mejoró la precisión de las medidas de la precesión del eje de la Tierra, continuando de esta forma la herencia de un milenio de mediciones en su propia tierra (Babilonia y Caldea, el área que ahora es Irak).
En física, rescataron la física aristotélica y fueron más allá, sobre todo en el campo de la óptica de la mano del gran Alhacén.
En química, eruditos como Al-Razi utilizaron los trabajos anteriores en medicina, astronomía y matemáticas como cimientos para desarrollar nuevos campos como la alquimia. Algunos ejemplos de los frutos de estas contribuciones son el acero de Damasco. La alquimia árabe resultó ser una inspiración a Roger Bacon y más tarde a Isaac Newton.
En matemática, introdujeron los números arábigos y la inducción matemática. Al-Juarismi dio nombre a lo que ahora llamamos algoritmo y a la palabra álgebra (que procede de al-jabr, el principio del título de una publicación suya en la que desarrollaba un sistema de resolución de ecuaciones cuadráticas).

### Ciencia china

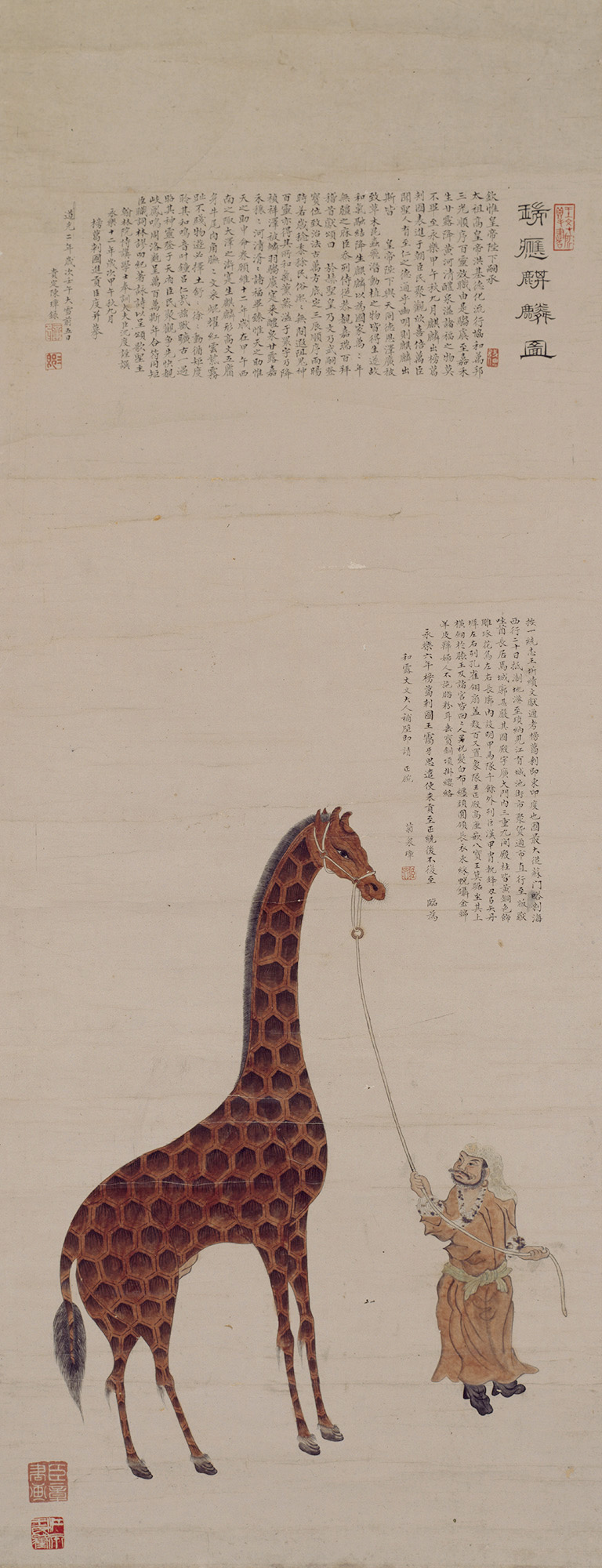
La jirafa llevada a China por las expediciones de Zheng He (1405-1433).

El cohete de combustible sólido fue inventado en China alrededor de 1150, aproximadamente 200 años después de la
invención de la pólvora (que era su combustible principal) y 500 años después de la invención de los fósforos. A la vez que la Era de los Descubrimientos se desarrollaba en Occidente, los emperadores chinos de la dinastía Ming también enviaron barcos a
explorar; algunos incluso alcanzaron África. Pero aquellas empresas no pudieron seguir financiándose, deteniendo la
exploración y el desarrollo posteriores. Cuando las naves de Magallanes llegaron a Brunéi en 1521, encontraron una ciudad próspera,
que había sido fortificada por ingenieros chinos, y que estaba protegida por un rompeolas. Antonio Pigafetta observó que mucha de la
tecnología de Brunéi era equivalente a la tecnología occidental de la época. También, había más cañones en Brunéi
que en
las naves de Magallanes, y los comerciantes chinos que estaban en la corte de Brunéi les habían vendido gafas y porcelana, que eran rarezas en Europa.
Sin embargo, la base científica que dio paso a estos progresos tecnológicos parece ser bastante delgada. Por ejemplo, el concepto de fuerza no llegó a ser formulado claramente en los textos chinos del período.